# 广西壮族自治区
23°36′N 108°18′E / 23.6°N 108.3°E
广西壮族自治区，通称广西（Guengjsae），简称桂，是中华人民共和国的五个自治区之一，首府为南宁市。广西壮族自治区位于中南地区，南濒北部湾，與越南接壤。廣西壮族自治区有中國最多的少数民族人口数量，地方語言有壮语、侗语、粤语次方言、桂柳官话等各種民族語言和方言。自治区政府駐南宁市青秀区民生路2号。
因为僮族是广西人口最多的少数民族（占31%），廣西僮族自治區于1958年由广西省根据民族区域自治制度改制成立。1965年，僮族更名为壮族，自治区也随之改為现名。广西主要城市为南宁、柳州和桂林。

## 历史

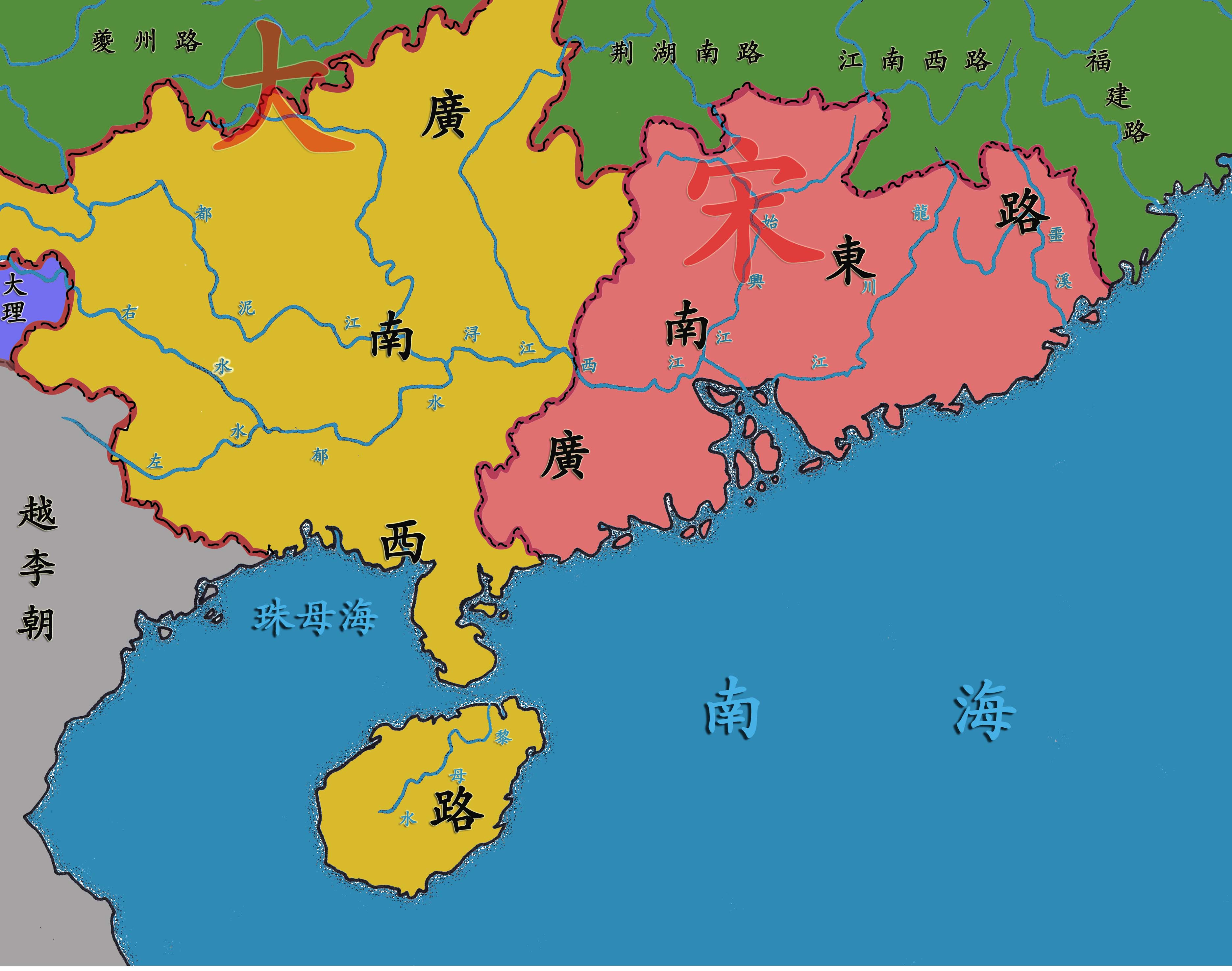
宋朝将广南路分成广南东路和广南西路，“廣東”、“广西”之名即由此而來

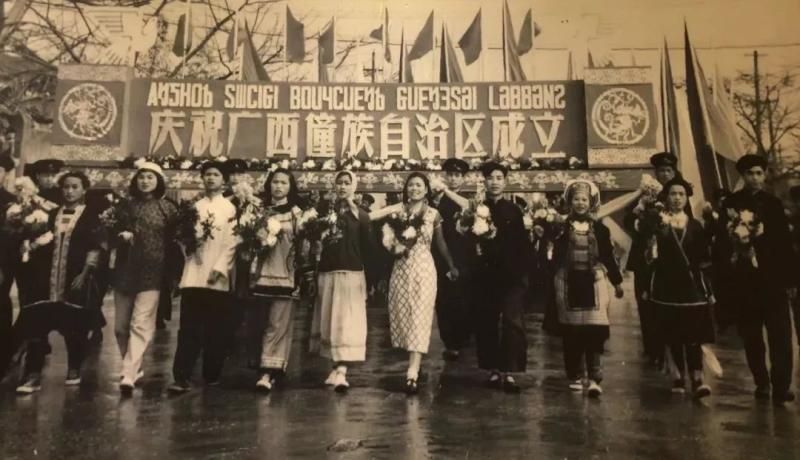
1958年3月14日，广西僮族自治区成立大会上的群众游行

### 古代
現代廣西和廣東在古代統稱嶺南，是古百越之地。公元前214年秦征百越大舉入侵西瓯和雒越（在今廣西）。秦亡後，秦將趙陀在嶺南建南越國。唐咸通三年（862年），岭南道分东、西两道，并以邕管经略使为岭南西道节度使，广西始成为一级独立政区。唐代，广西经济、文化有较大发展，出现桂州、邕州、柳州、容州等重要市镇。五代十國中後期（公元10世紀），今廣西中部和東南部屬南漢國，北部屬马楚，西部屬吳權交趾。
宋代（11至13世紀）漢人大舉進入嶺南百越土地，成為嶺南農業史的轉折點。宋代廣西墾田、水利工程、踏犁、水稻田、栽培技術等大幅發展。南宋嶺外代答一書即提到了:「欽民有五種；一曰土人，自昔駱越種類也。居於村落，容貌鄙野，以脣舌雜為音聲，殊不可曉，謂之蔞語。二曰北人，語言平易，而雜以南音。本西北流民，自五代之亂，占籍於欽者也。三曰俚人，史稱俚獠者是也。此種自蠻峒出居，專事妖怪，若禽獸然，語音尤不可曉。四曰射耕人，本福建人，射地而耕也。子孫盡閩音。五曰蜑人，以舟為室，浮海而生，語似福、廣，雜以廣東、西之音。蜑別有記。」欽民即廣西欽州人，表示在宋代，已有數量不少的福建移民，進入廣西。
嶺外代答，又提及了:「方言，古人有之。乃若廣西之蔞語，如稱官為溝主，母為米囊，外祖母為低，僕使曰齋捽，喫飯為報崖，若此之類，當待譯而後通。至城郭居民，語乃平易，自福建、湖湘，皆不及也。」可見在南宋時，廣西鄉村通行壯語，城鎮通行粵語或官話。
嶺外代答又云:「羈縻州之民，謂之峒丁，強武可用。溪峒之酋，以為兵衞，謂之田子甲。官欲用其一民，不可得也。唯欽州七峒峒丁，為官戍邊。蓋七峒權力弱於邕管，故聽命也。舊制，欽峒置巡防使臣一名，以官軍百人戍如昔峒，以備交阯。因官軍虐之，峒酋乞不用官軍，願自以峒丁更戍，以故欽州獨有峒丁之戍。」可見宋代，廣西欽洲土著，自願守衛邊疆。

### 近现代
1920年代，廣西省成為新桂系军阀的根据地。1929-1930年，邓小平、张云逸、陈豪人等领导发动百色、龙州起义,创建红七军、红八军和左、右江革命根据地。中華民國抗日戰爭期間，支那派遣軍在1939年桂南會戰攻尅广西。第二次國共內戰期間，1949年第四野戰軍在廣西戰役攻克廣西。廣西現今的海岸線，是源於1950年代古钦州、古廉州（即今钦州、防城港、北海）從广东划入广西。1959－1961年三年大飢荒，廣西餓死93.1萬，佔全省4.6%。1966年－1976年广西文革屠杀是全國文革屠杀最烈的，官方统计10－15万死。

## 自然地理

广西壮族自治区经纬图示

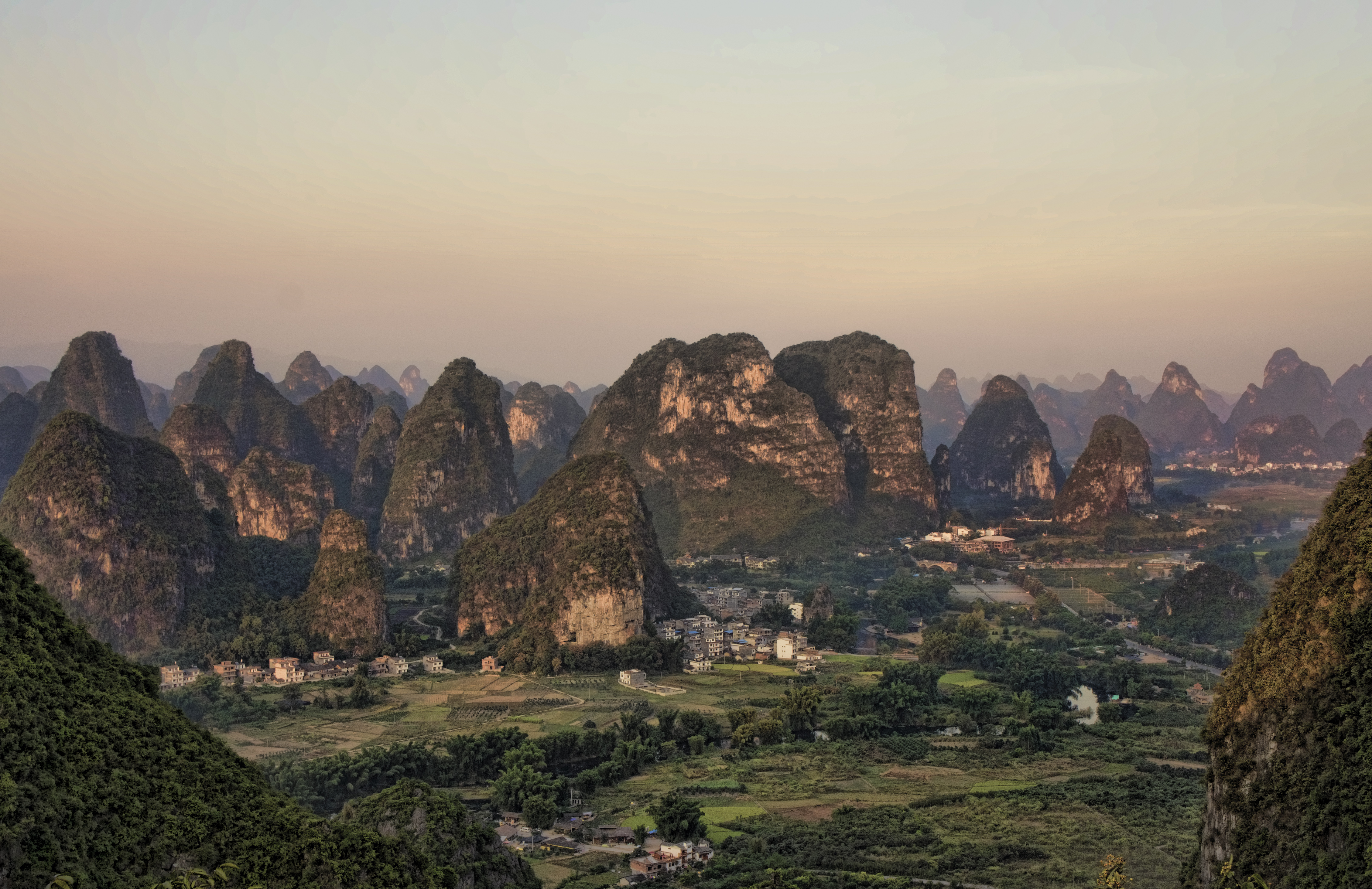
喀斯特地貌是广西常见的地形之一，集中分布於广西西南、西北、中部和东北部地区，占全区总面积的37.8%

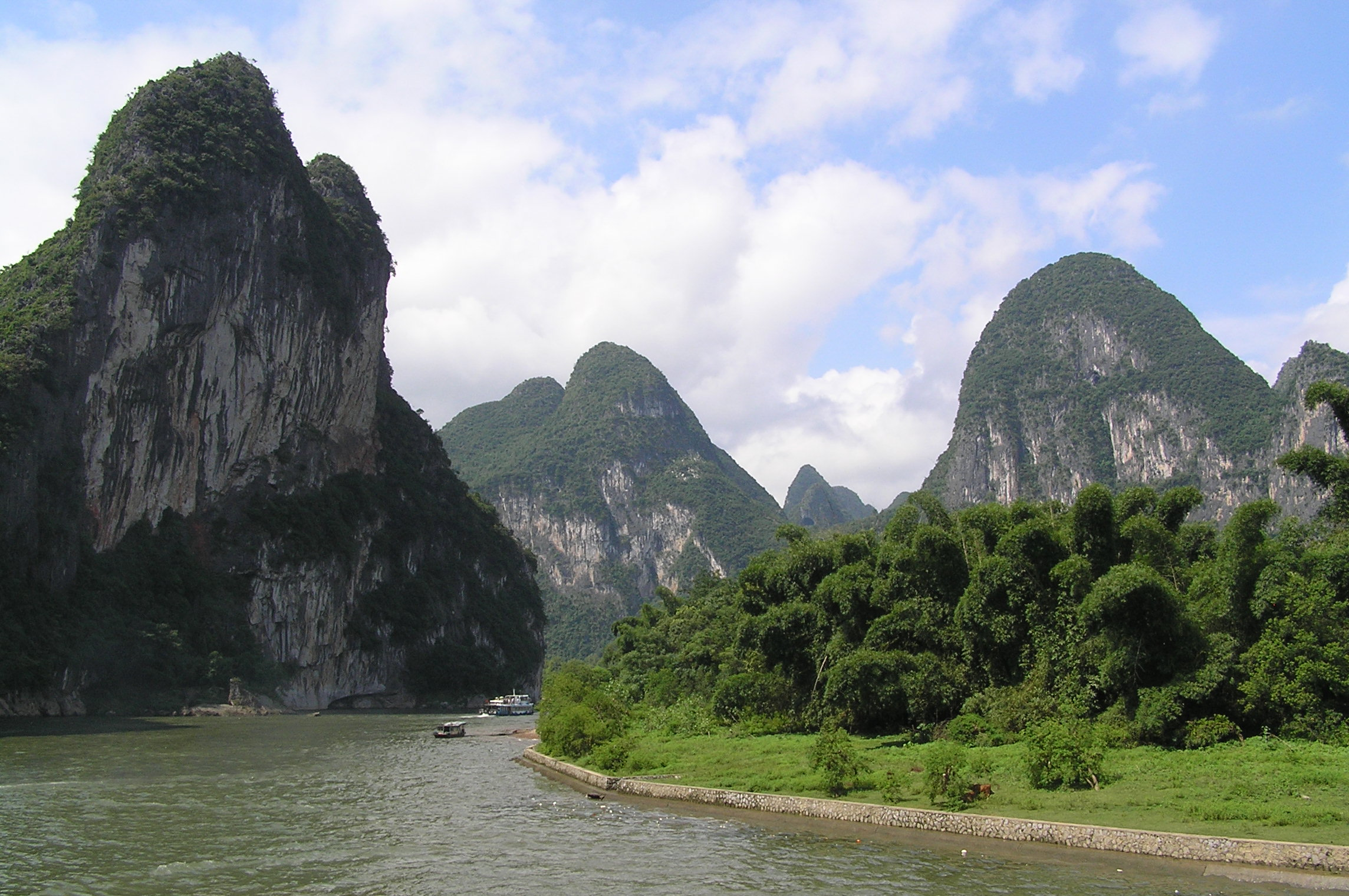
广西境内河网密布，江河水量充足。图为西江水系河流之一的漓江

### 位置与面积
广西壮族自治区地处中国南部，位于北纬20°54′－26°24′，东经104°26′－112°04′之间，北回归线横贯中部。
- 接邻省区：广东、湖南、贵州、云南，并与海南隔海相望。
- 接壤国家：越南，国境线全长约800多公里。
- 海岸线长度：约1,500公里。
- 管辖海域面积：4万平方公里。
- 内陆水域总面积：8,026平方公里。
- 陆地区域总面积：23.67万平方公里，占全国国土总面积比例2.5%，在全国各省区市陆地总面积排名第9位。[9]

### 地形地貌
广西壮族自治区地处被称为中国地势第二级阶梯的云贵高原的东南边缘，两广丘陵的西部，南边朝向北部湾。整个地势为四周多山地与高原，而中部与南部多为平地，因此地势自西北向东南倾斜，西北与东南之间呈盆地状，素有“广西盆地”之称。位于自治区中部的贵港市拥有广西最大的平原“浔郁平原”。
广西壮族自治区属山地丘陵性盆地地貌。全区内共计参有中山、低山、丘陵、台地、平原、石山6类地貌，表现为盆地大小相杂，山系多呈弧形，层层相套，丘陵错综，平地多为河流冲积平原和溶蚀平原，石灰岩地层分布广，呈现喀斯特地貌。
广西壮族自治区境内主要为盆地边缘山脉和盆地内部山脉两类，属于山陵地区，东北部有处于南岭地带的越城岭和海洋山，中部则有大瑶山和大明山，北部有都阳山和凤凰山，东南部有云开大山和十万大山。区内最高山峰为坐落于越城岭的主峰猫儿山，海拔2,141.5米。

### 水文
广西壮族自治区境内河流众多，总长约3.4万公里。集水面积1,000平方公里以上的地表河有69条，水域面积约8,026平方公里，占陆地总面积的3.4％，喀斯特地下河有433条， 长度超过10公里的有248条。境内地表河分别属于珠江的西江水系、长江洞庭湖水系（湘江、资江）、沿海诸河流、百都河红河水系、地下河水系。主要有南盘江、西江、红水河、左江、右江，柳江、黔江、郁江、浔江、桂江、南流江、钦江、北仑河、漓江等；地下河有坡心河、地苏河等。其中，西江流域从西向东贯穿广西，然后进入广东，抵达珠江三角洲。南部诸河流注入北部湾，西南有属于红河水系的河流流入越南。广西河流水量大，水力资源充沛，已经建有多座水电站。
|        |        |      | 贺江 | 西江 |
|        |        | 漓江 | 桂江 | 西江 |
| 北盘江 | 红水河 | 黔江 | 浔江 | 西江 |
| 南盘江 | 红水河 | 黔江 | 浔江 | 西江 |
| 融江   | 柳江   | 黔江 | 浔江 | 西江 |
| 龙江   | 柳江   | 黔江 | 浔江 | 西江 |
| 右江   | 邕江   | 郁江 | 浔江 | 西江 |
| 左江   | 邕江   | 郁江 | 浔江 | 西江 |

尽管广西河流众多，岩溶地貌较为发育，地表水与地下水能相互转化，数量比较稳定。但由于河流主要以雨量补给类型为主，各地降水分布不均，另外，出入境、入海水量比例不协调，加上受西南暖湿气流和北方变性冷气团的交替影响，干旱、暴雨洪涝气象等灾害较为常见，因此广西境内的水资源总量并不稳定。境内河川有规律的汛期，并集中了河川径流量的70%－80%，其中资水、湘江、贺江等桂东北河川汛期在3－8月，浔江等桂西南河川汛期在5－10月，红水河、柳江、左江、郁江、黔江、西江等桂中诸河汛期多在4－9月。

### 气候
广西地处低纬，北回归线横贯全区中部，属亚热带季风气候区，冬季盛行偏北风，夏季盛行偏南风。全区各地极端最高气温为33.7－42.5℃，极端最低气温为-8.4－2.9℃，年平均气温在16.5－23.1℃之间。在太阳辐射、大气环流和地理环境的共同作用下，气候温暖，热量丰富，雨水丰沛，干湿分明，季节变化不明显，日照适中，冬短夏长。由气候引起的自然灾害有干旱、洪涝、冷害、霜冻、大风、冰雹、雷暴和台风，其中以干旱和洪涝最为突出，雨量多。

### 海岸、岛屿及海洋资源

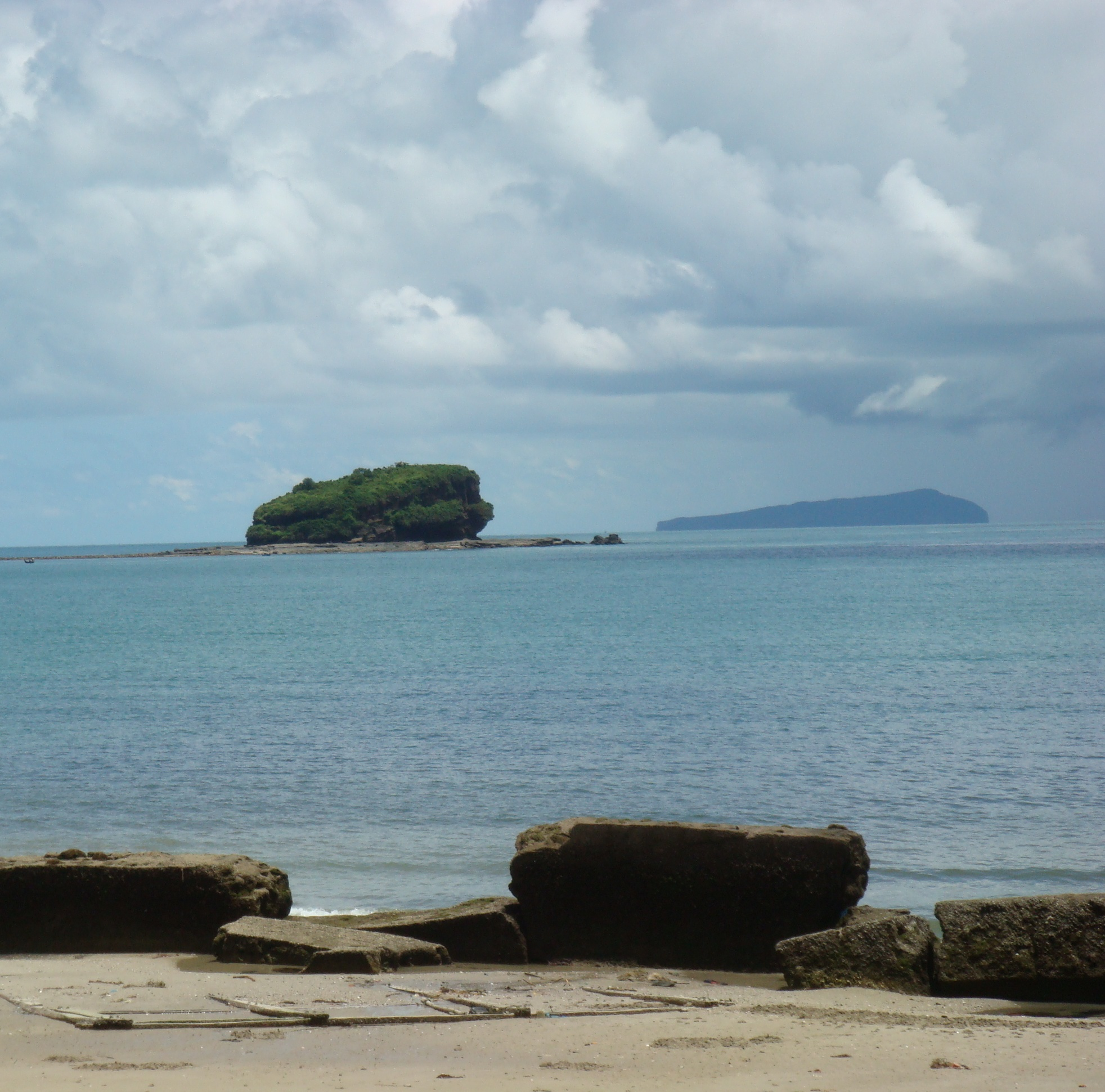
涠洲岛

广西壮族自治区沿海地区处于中国海域面积约12.93万平方公里的北部湾的北部，以粤桂交界处的英罗港为起点，沿铁山港、北海港、大风江、钦州湾、防城港、珍珠港，直至中越边境的北仑河口沿岸，大陆海岸线长约1,500公里。其中，南流江口、钦江口为三角洲型海岸；铁山港、大风江口、茅岭江口、防城河口为溺谷型海岸；钦州及防城港两市沿海为山地型海岸；北海、合浦为台地型海岸。沿海岛屿有697个，500平方米以上的岛屿651个，岛屿岸线总长600公里，岛屿总面积为84平方公里。最大岛屿为涠洲岛，面积约24.7平方千米。
广西壮族自治区海洋资源丰富。较长的大陆海岸线，以及合适的海岸线的曲直比，使得广西沿海地区有天然优良港群之称。北部湾鱼类、虾类、头足类、蟹类、贝类和其他海产动物、藻类等海洋生物资源种类繁多。煤、泥炭、铝、锡、锌、汞、金、钛铁矿、石英砂、石膏、石灰石、花岗岩、陶土等海洋矿产资源亦达到20多种。北部湾盆地、莺歌海盆地和合浦盆地三个含油沉积盆地蕴藏丰富的海洋石油、天然气资源。其他盐化工资源，海洋能源资源，淡水资源也较为丰富。

### 矿产资源
广西壮族自治区矿产资源丰富，种类繁多，储量较大，尤以铝、锡等有色金属为最，是中国10个重点有色金属产区之一。有色金属矿产凸显表现为，目前境内已经发现了锰、铝、锡、铁、砷、膨润土、钒、钨、铟、铅、锌、锑、银等145种矿种，现已探明97种的矿藏储量。部分矿藏储量更是位于全国，甚至世界前列，所以广西亦称“有色金属之乡”。广西矿产分布较集中：

桂东的主要矿产为：银、钽、钛；

桂南的主要矿产为：锰、稀土、花岗石；

桂西的主要矿产为：铝土矿、金；

桂北的主要矿产为：锡、铅、锌、锑、汞、银、硫铁矿、滑石；

桂中的主要矿产为：石灰岩、白云岩、重晶石。

其中，较为知名的是南丹锡矿、平果铝土矿、宁明膨润土矿。

### 生物资源
广西壮族自治区地跨中亚热带常绿阔叶林带、南亚热带常绿季雨林带、北热带季节性林带，野生动植物资源丰富。
其中已知有289科、1,670多属、6,000多种植物资源，有国家公布的濒危保护植物113种，其中包括了“植物大熊猫”银杉、舰木玉、冷杉、擎天树、华南铁杉、华南坡垒、广西桫锣、金花茶、德保蘇鐵等。
而动物资源中，已知灵长类10种，陆栖脊椎野生动物884种（亚种），有国家重点保护的珍稀物种150个，其中兽类113种，隶属10目、32种；鸟类530种和亚种，隶属于19目、56科；两栖类152种，隶属3目、11科；海洋及淡水的鱼类700多种；沿海地区的滩涂和浅海地带也生长着大量浮游生物、潮间带生物和底栖生物。其中白头叶猴、瑶山鳄蜥和广西斑鸠菊为广西独有。
目前，为了保护野生动植物资源，自治区已建有各种动、植物自然保护区59处（其中国家级自然保护区11处），其中包括了桂北龙胜花坪林区，兴安县、资源县的猫儿山自然保护区、弄岗自然保护区、十万大山自然保护区、大瑶山自然保护区等。

### 四至
| 方位 | 地点                     | 坐标                                            |
| ---- | ------------------------ | ----------------------------------------------- |
| 北   | 桂林市全州县             | 26°23′16″N 110°58′17″E / 26.38790°N 110.97140°E |
| 东   | 贺州市八步区南乡镇       | 24°22′15″N 112°03′23″E / 24.37088°N 112.05641°E |
| 南   | 北海市海城区涠洲镇斜阳岛 | 20°54′08″N 109°12′43″E / 20.90230°N 109.21181°E |
| 西   | 百色市西林县马蚌镇       | 24°38′37″N 104°26′54″E / 24.64350°N 104.44820°E |

## 政治
| 机构     | · 中国共产党 · 广西壮族自治区委员会 | 广西壮族自治区人民代表大会 常务委员会 | 广西壮族自治区 人民政府 | · 中国人民政治协商会议 · 广西壮族自治区委员会 |
| 职务     | 书记                                | 主任                                  | 主席                    | 主席                                          |
| -------- | ----------------------------------- | ------------------------------------- | ----------------------- | --------------------------------------------- |
| 姓名     | 陈刚                                | 陈刚                                  | 韋韜                    | 孙大伟                                        |
| 民族     | 汉族                                | 汉族                                  | 壯族                    | 汉族                                          |
| 籍贯     | 江苏高邮                            | 江苏高邮                              | 广西罗城                | 黑龙江安达                                    |
| 出生日期 | 1965年4月（60歲）                   | 1965年4月（60歲）                     | 1970年                  | 1963年4月（62歲）                             |
| 就任日期 | 2024年12月                          | 2025年1月                             |                         | 2021年1月                                     |

## 行政区划
广西壮族自治区现辖14个地级市，下设41个市辖区、10个县级市、48个县、12个自治县；1253个乡级行政区，包括806镇，253乡，59民族乡，135街道。
- 地级市：南宁市、柳州市、桂林市、梧州市、北海市、防城港市、钦州市、贵港市、玉林市、百色市、贺州市、河池市、来宾市、崇左市

| 广西壮族自治区行政区划图                                                                            | 广西壮族自治区行政区划图 | 广西壮族自治区行政区划图                              | 广西壮族自治区行政区划图 | 广西壮族自治区行政区划图 | 广西壮族自治区行政区划图 | 广西壮族自治区行政区划图 | 广西壮族自治区行政区划图 | 广西壮族自治区行政区划图 | 广西壮族自治区行政区划图 |
| --------------------------------------------------------------------------------------------------- | ------------------------ | ----------------------------------------------------- | ------------------------ | ------------------------ | ------------------------ | ------------------------ | ------------------------ | ------------------------ | ------------------------ |
| 南宁市 柳州市 桂林市 梧州市 北海市 防城港市 钦州市 贵港市 玉林市 百色市 贺州市 河池市 来宾市 崇左市 |                          |                                                       |                          |                          |                          |                          |                          |                          |                          |
| 区划代码                                                                                            | 区划名称                 | 汉语拼音 壮文（官式译写）                             | 面积 （平方公里）        | 常住人口 （2020年普查）  | 政府驻地                 | 县级行政区划             | 县级行政区划             | 县级行政区划             | 县级行政区划             |
| 区划代码                                                                                            | 区划名称                 | 汉语拼音 壮文（官式译写）                             | 面积 （平方公里）        | 常住人口 （2020年普查）  | 政府驻地                 | 市辖区                   | 县级市                   | 县                       | 自治县                   |
| 450000                                                                                              | 广西壮族自治区           | Guǎngxī Zhuàngzú Zìzhìqū Gvangjsih Bouxcuengh Swcigih | 237,605.95               | 50,126,804               | 南宁市                   | 41                       | 10                       | 48                       | 12                       |
| — 地级市 —                                                                                          |                          |                                                       |                          |                          |                          |                          |                          |                          |                          |
| 450100                                                                                              | 南宁市                   | Nánníng Shì Namzningz Si                              | 22,099.31                | 8,741,584                | 青秀区                   | 7                        | 1                        | 4                        |                          |
| 450200                                                                                              | 柳州市                   | Liǔzhōu Shì Liujcouh Si                               | 18,596.64                | 4,157,934                | 柳北区                   | 5                        |                          | 3                        | 2                        |
| 450300                                                                                              | 桂林市                   | Guìlín Shì Gveilinz Si                                | 27,667.28                | 4,931,137                | 临桂区                   | 6                        | 1                        | 8                        | 2                        |
| 450400                                                                                              | 梧州市                   | Wúzhōu Shì Vuzcouh Si                                 | 12,572.44                | 2,820,977                | 长洲区                   | 3                        | 1                        | 3                        |                          |
| 450500                                                                                              | 北海市                   | Běihǎi Shì Bwzhaij Si                                 | 3,988.67                 | 1,853,227                | 海城区                   | 3                        |                          | 1                        |                          |
| 450600                                                                                              | 防城港市                 | Fángchénggǎng Shì Fangzcwngzgangj Si                  | 6,231.97                 | 1,046,068                | 港口区                   | 2                        | 1                        | 1                        |                          |
| 450700                                                                                              | 钦州市                   | Qīnzhōu Shì Ginhcouh Si                               | 10,878.70                | 3,302,238                | 钦南区                   | 2                        |                          | 2                        |                          |
| 450800                                                                                              | 贵港市                   | Guìgǎng Shì Gveigangj Si                              | 10,602.34                | 4,316,262                | 港北区                   | 3                        | 1                        | 1                        |                          |
| 450900                                                                                              | 玉林市                   | Yùlín Shì Yilinz Si                                   | 12,824.18                | 5,796,766                | 玉州区                   | 2                        | 1                        | 4                        |                          |
| 451000                                                                                              | 百色市                   | Bǎisè Shì Bwzswz Si                                   | 36,201.77                | 3,571,505                | 右江区                   | 2                        | 2                        | 7                        | 1                        |
| 451100                                                                                              | 贺州市                   | Hèzhōu Shì Hocouh Si                                  | 11,752.57                | 2,007,858                | 八步区                   | 2                        |                          | 2                        | 1                        |
| 451200                                                                                              | 河池市                   | Héchí Shì Hozciz Si                                   | 33,476.18                | 3,417,945                | 宜州区                   | 2                        |                          | 4                        | 5                        |
| 451300                                                                                              | 来宾市                   | Láibīn Shì Laizbinh Si                                | 13,381.83                | 2,074,611                | 兴宾区                   | 1                        | 1                        | 3                        | 1                        |
| 451400                                                                                              | 崇左市                   | Chóngzuǒ Shì Cungzcoj Si                              | 17,332.08                | 2,088,692                | 江州区                   | 1                        | 1                        | 5                        |                          |

## 人口
2022年末，全区常住人口为5047万人，比上年末增加10万人，其中城镇人口2809万人，占常住人口比重（常住人口城镇化率）为55.65%，比上年末提高0.57个百分点。全年出生人口42.9万人，出生率为8.51‰；死亡人口35.7万人，死亡率为7.08‰；自然增长率为1.43‰。
根据2020年第七次全国人口普查，全区常住人口为50,126,804人。同第六次全国人口普查的46,023,761人相比，十年共增加了4,103,043人，增长8.92%，年平均增长率为0.86%。其中，男性人口为25,916,169人，占总人口的51.7%；女性人口为24,210,635人，占总人口的48.3%。总人口性别比（以女性为100）为107.04。0－14岁的人口为11,842,501人，占总人口的23.63%；15－59岁的人口为29,920,524人，占总人口的59.69%；60岁及以上的人口为8,363,779人，占总人口的16.69%，其中65岁及以上的人口为6,114,117人，占总人口的12.2%。居住在城镇的人口为27,170,956人，占总人口的54.2%；居住在乡村的人口为22,955,848人，占总人口的45.8%。
至2017年末，广西户籍人口为5600万，常住人口为4885万，其中男性2951万人，女性2649万人，性别比（以女性为100）为111.38，人口密度为206人/平方公里，自然增长率为8.92%。0-14岁人口占比22.11%，15-64岁人口占比67.94%，65岁及以上人口占比9.95%。常住人口中，城镇人口为2404万人，农村人口为2481万人。

### 民族

广西壮族自治区大部分市县壮族分布图

广西是多民族聚居的自治区，有壮、汉、瑶、苗、侗、仫佬、毛南、回、京、彝、水、仡佬等12个世居民族，其中壮、侗、仫佬、毛南、京、水、仡佬为珠江流域土著原住民族，汉、瑶、苗、回、彝 分属于汉朝以后不同朝代由黄河长江流域與福建廣東迁入广西，岭南东部被改土归流实行编户齐民的壮族先民與福建廣東移民为广西汉族主要来源。 。
根据2010年第六次全国人口普查，全区常住人口中，汉族人口为2891.61万人，占62.82%；各少数民族人口为1711.05万人，占37.18%，其中壮族1444.85万人，占31.39%。同2000年第五次全国人口普查相比，汉族人口增加123.34万人，增长4.46%；各少数民族人口减少10.05万人，减少0.58%，其中壮族人口减少9.6904万人，减少0.67%。
2020年全区常住人口中，汉族人口为31,318,824人，占62.48%；各少数民族人口为18,807,980人，占37.52%。与2010年第六次全国人口普查相比，汉族人口增加2,402,728人，增长8.31%，占总人口比例下降0.35个百分点；各少数民族人口增加1,700,315人，增长9.94%，占总人口比例增加0.35个百分点。其中，壮族人口增加1,273,534人，增长8.81%，占总人口比例下降0.03个百分点。
全区户籍人口中，汉族人口为3201.90万人，占62.06%，比2000年增加287万人，增长9.87%；各少数民族人口为1957.56万人，占37.94%，比2000年增加148.19万人，增长8.19%，其中壮族人口为1658.72万人，占32.15%，比2000年增加105.61万人，增长6.80%。
| 民族名称                | 汉族       | 壮族       | 瑶族      | 苗族    | 侗族    | 仫佬族  | 毛南族 | 回族   | 布依族 | 京族   | 其他民族 |
| ----------------------- | ---------- | ---------- | --------- | ------- | ------- | ------- | ------ | ------ | ------ | ------ | -------- |
| 人口数                  | 31,318,824 | 15,721,956 | 1,683,038 | 578,122 | 362,580 | 180,185 | 73,199 | 35,347 | 31,303 | 29,326 | 112,924  |
| 占总人口比例（%）       | 62.48      | 31.36      | 3.36      | 1.15    | 0.72    | 0.36    | 0.15   | 0.07   | 0.06   | 0.06   | 0.23     |
| 占少数民族人口比例（%） | －         | 83.59      | 8.95      | 3.07    | 1.93    | 0.96    | 0.39   | 0.19   | 0.17   | 0.16   | 0.60     |

### 语言
广西壮族自治区比较通用的本地语言是壮语、桂柳官话、本土粵語，非本地语言则为全國通用語普通话。根据2005年《广西语言文字使用问题调查与研究》，广西境内使用人口最多的地方語言为西南官话桂柳片，占比达49.86%（多语者已分计，下同）；第二位为普通话，占比亦达49.68%，与西南桂柳几乎持平；第三位为壮语，占比45.51%；其次為粵語次方言，占比30.79%（邕潯片︰14.23%、欽廉片︰9.28%、勾漏片︰7.28%）；桂北平话（8.46%）、勉语（5.99%）等。

#### 壮语

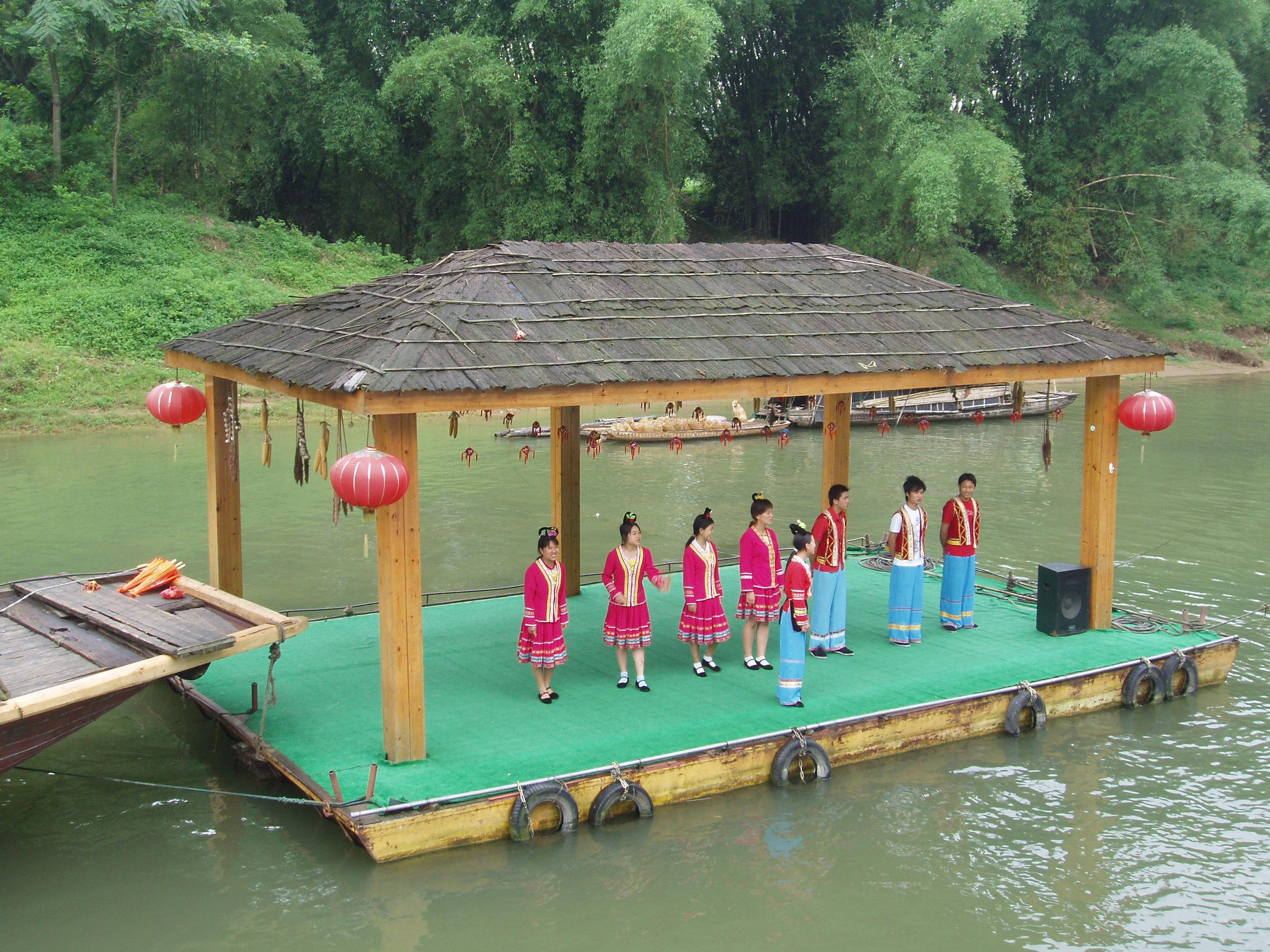
壯語表演

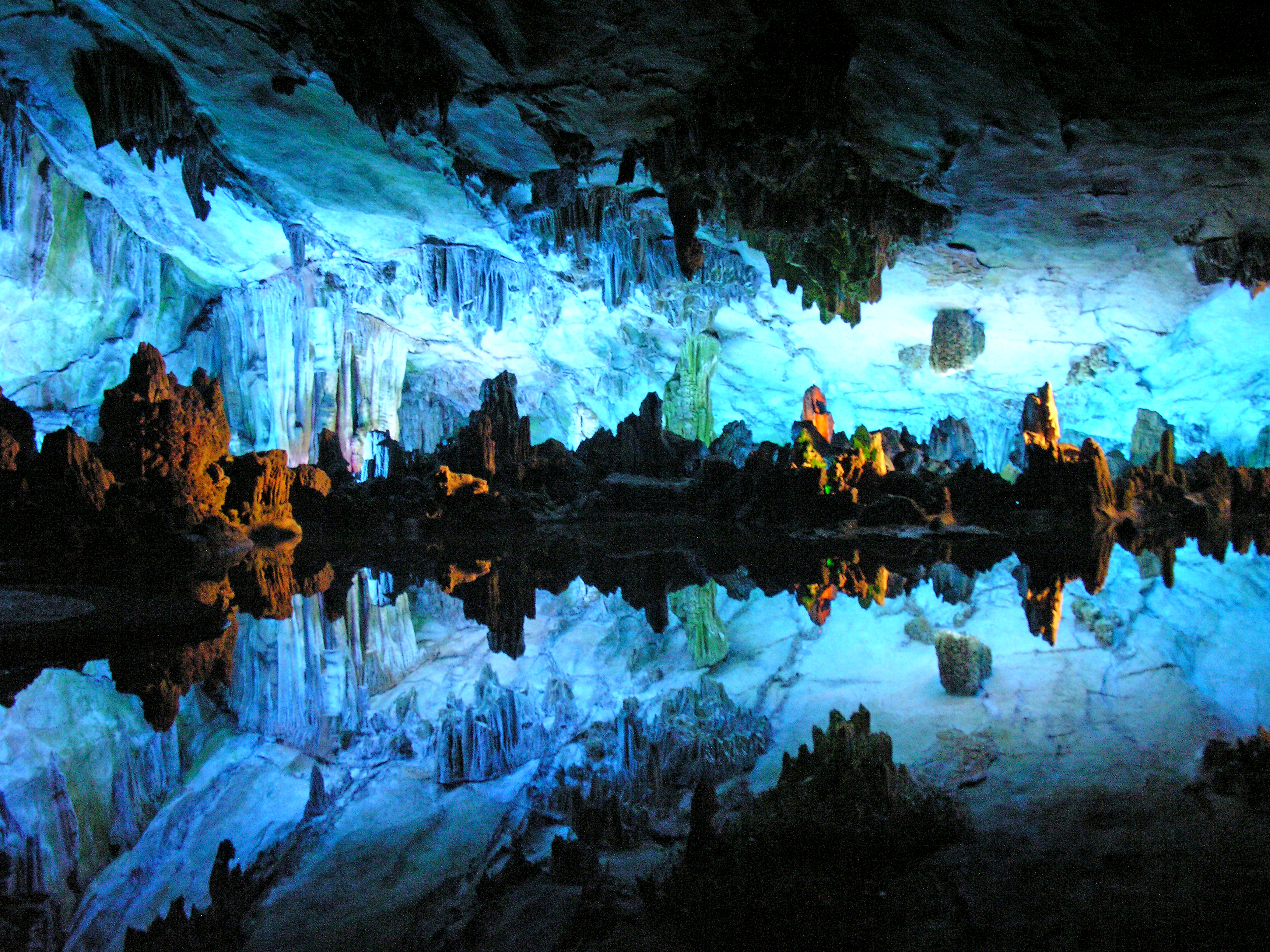
溶洞旅遊區

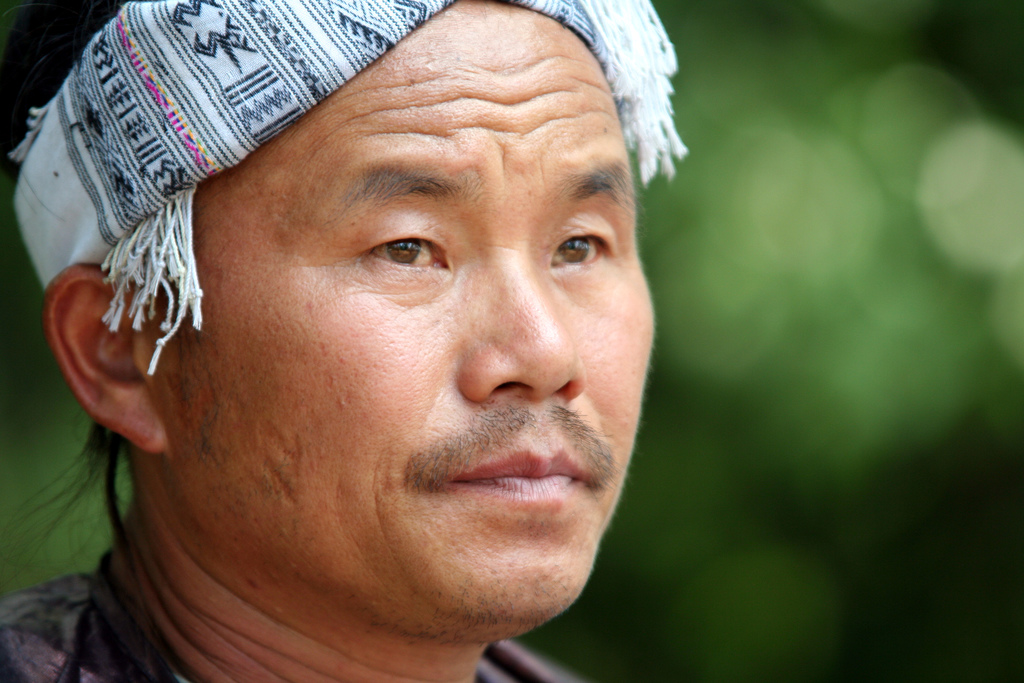
廣西苗族

壮语是广西土著原住民壮族的民族语言，壮语是广西壮族自治区除普通话外的法定官方语言。除壮族外，部分在壮区居住的汉族和其他民族也使用壮语。其分布极广，和贵州布依语、越南岱侬语、泰语、老挝语、缅甸掸邦语、印度阿洪语同属于壮泰语族，使用者也不仅仅是壮族人，世居农村的汉族人和其他少数民族也使用这种民族语言。因为广西壮族经济处于弱势, 世居和第二代的城市壮族人汉化比较严重，较少有能使用本民族语言的，转而使用壮族口音比较重的壮汉混合方言，而在汉族地区居住的壮族则极少懂壮语。随着汉语言在广西普及，农村传统壮语也受到严重冲击，面临着可能消失的严峻挑战。雖然廣西廣播電視台周一至周四早上6：10都有壯語新聞欄目，但大量广西青年及文化知识份子呼吁开通广西壮语电视台来传播及传承壮语言，还有120位壮族专家学者署名向当时温家宝总理写公开信，要求开播壮语卫视，但至今尚未开通。

#### 桂柳官话
桂柳官话為西南官話的一個分支，是广西土著壮侗语族学习西南官话而形成的方言，是带有土著壮侗语族口音和词汇的西南官話，大约形成于明朝，主要使用地域为桂中平原及桂东北的桂林地区一带，为广西最强势的汉语方言。桂南和桂东南也有部分语言区分布。桂林、柳州为其最明显的两个使用城市，是明清時進入廣西的西南官話的土著化。清末民初随着广东商人和广东移民进入广西，更因为广西政治中心由桂林迁往南宁，桂柳官话的通行程度曾一度下降。（《李宗仁回忆录》中多次称民国时期的桂系军阀部队内部主要使用广东白话，且李宗仁本人亦通晓广东白话，曾用广东白话与广东军阀陈炯明会谈）。

#### 普通话
現代標準漢語（普通話）現为中國大陸基於承德官話的官方標準語，歷史上並非广西地區的通用语言，而是随着中華人民共和國政府推广普通话政策，普通話开始在广西各地流行起来。

#### 平话
平話是曾经通行于广西部分地區的本土「壮汉混合方言」，是广西土著壮侗语族学习宋朝官话而形成的本地方言，归类尚有争议。分南部平话（桂南平话）和北部平话（桂北平话）两种，南北平話之间差异非常大，北部平话内部差异不小。近年來漢語方言學界傾向於將桂北平話跟桂南平話區別對待，視作跟粵北-湘南土語類似的一個土語群。平话在广西人传统认识上，南部方言可归入土白话（但桂南平話與土白话並不能通話），北部方言大致上可归入麻盖话或粵北-湘南土話。
1987年中国社会科学院发表的一篇论文，将平话列为一个不从属于粵語的獨立的汉语方言。据该文宣称，平话的特点主要有以下几项：
1. 保留入声（塞音韵尾）
2. 分尖团
3. 中古汉语中先、萧等三等韵的主元音作细音，齐、痕等韵作洪音
4. 歌、寒、唐等韵的主元音作[a]
5. 全浊（浊塞音、浊塞擦音）清化，不分平仄，一律不送气
6. 阳入分上下

其中后三项常被引作平话独立于粤语的证明。但是，很多学者指出：粤语方言同样具有全浊不送气、阳入分上下的特点，而阳入分上下在平话内部并不统一，南北平话差異很大不宜歸為一類。广西的桂柳官话同样区分尖团音和保留入声。桂南平話獨立的證據不充分。而桂南平话有自己的历史来源，是过去历史上北方汉族移居此地，并与本地壮侗语族先民古越语杂合而形成，与广东粤语关系不大。桂南平话属于粤语方言的证据也不足。歸屬問題還存在爭議。

#### 粤語次方言
广西粵語，是广西土著壮侗语族学习广东白话而形成的方言，是带广西土著口音和词汇的白话，分布范围为贺州至钦州连线的东南部城市，占广西壮族自治区20%左右的地域。廣西中部原本以平話為主，民国時期新桂系因提升农业技术需要，將桂东南地区的粵語次方言人口移入桂中平原一帶，同時有大量廣東移民進入廣西腹地，因此一些地方也有少量土白话村落存在。早期被改土归流的桂東南壮族人操土白话。粵語在廣西通常俗稱為“广东白話”，本地的平話也經常俗稱為“白話”，使用者被称作“白話佬”。白话包含許多各有特色的方言，广西白话语内部差异较大，分屬多個不同的方言片。
现状：1996年开始广西壮族自治区人民政府致力使用行政手段在多个城市实行“推广普通话”政策，当年率先把南宁市和梧州市公共汽车的南宁土白话报站取消，南宁电视台、电台等媒体禁止土白话。在2001年取消南宁市和2002年取消北海市（市区）的珠江频道，其他大城市如贵港等亦被取消，现在只剩下灵山、浦北、北海（农村）、桂平、平南、博白、岑溪等部份农村及梧州市（含辖下县城）、贺州市可以收看。2004年，广西电视台影视频道晚上取消播放香港电视广播有限公司的纯正原版音电视剧。2010年12月26日，广西电台经济广播播出18年广东白话节目被取消，经济广播原来是广西电台唯一用普通话、广东白话双语播出的系列台。2012年12月28日，南方卫视在廣西全境範圍內的數字電視網絡突然停播，廣西现已无任何省級範圍播放的纯广东白话频道。现在广西土白话已边缘化，取而代之的是带有壮语、廣西平话混杂口音的“南宁普通话”。

#### 麼个話
麼个話，又有𠊎话、新民話、麻盖話、長樂聲等別稱，是从福建、江西一带迁入广西的畲族後裔使用的方言。主要分佈于广西東南部，以欽州、防城港、靈山、合浦、博白、容县、陆川、賀州等县市為主，其他地區如柳州等地也有零星分佈。麻盖话分佈區一般也同时通行周邊的其他方言。

#### 闽南语
广西的闽南语主要分布在平南县、藤县、桂平市、柳州市等县市，使用者约30万人。在涠洲岛和一些沿海岛屿也有分布，使用者人数少，主要是历史上从雷州半岛等地迁来的渔民后裔。

#### 其他少数民族语言
其他少数民族语言主要有瑤族的布努語、拉珈語，苗族的各種苗語方言，毛南族的毛南語，侗族的侗語，京族的京語，等等數十種之多。

### 華僑華人
根據《廣西籍華僑華人概況》壹書，原籍廣西的華僑華人約有三百萬人，分佈在馬來西亞、新加坡、越南、美國等國家。值得一提的是，廣西社會科學院出版《八桂僑史》季刊，是一份內容上乘的硏究華僑史（包括廣西籍華僑及其他省份華僑）的刊物。

## 宗教
廣西宗教
廣西的漢族主要信仰中國民間宗教、道教和佛教，壯族主要信仰摩教（壯族民間信仰），崇拜布洛陀。根據2007年和2009年進行的調查，40.48％的廣西人崇拜祖先，有0.26％的人是基督徒。報告沒有提供其他宗教的統計數字；59.26％的人口無宗教或信奉中國民間宗教，佛教，儒教和道教。

## 经济
广西壮族自治区是中国经济发展中等的省级行政区之一，2005年以来GDP总量一直稳居全国第17位。广西跨省区流动的就业劳务人员比重较大，但多集中于广东境内的珠三角区域。
2017年，全区GDP首次突破2万亿人民币达20396.25亿元，在全国各省中排第17位，同比增长7.3%。其中第一产业增加值2906.87亿元，第二产业增加值9297.84亿元，第三产业增加值8191.54亿元。外贸进出口总额3866.34亿元。

### 第一产业
广西是中国最大的甘蔗、桉树和剑麻种植地以及最大的松脂、油桐籽、柑桔产地，最大的桑蚕养殖地。
广西盛产荔枝、龙眼、芒果、香蕉、柑桔、火龙果等热带水果。畜牧业以养殖猪、牛、羊等家畜以及鸡、鸭、鹅等家禽为主，此外，广西亦养殖桑蚕，蚕茧产量仅次于畜肉和禽肉。北海市是广西最大的渔业基地和海产品加工基地，以养殖白对虾、罗非鱼、金鲳鱼等适宜加工出口的优势品种为主，2017年渔业产值达201.84亿元，占全区渔业产值的40.3%。

### 第二产业
广西的工业生产大部分与其丰富的矿产资源、经济作物有关，如有色金属开采、甘蔗制糖等。2015年，广西铝土矿探明储量为8.7亿吨，仅次于山西（15.3亿吨）和河南（10.7亿吨），主要分布在桂西，其中平果铝矿是中国最大的铝业基地。机械工业是广西另一主要行业，包括汽车、重型矿山机械、电气及电子产品、仪器仪表及标准零部件等。由于广西位处沿海，近年也大力发展化工及炼油业。
改革开放之初，广西轻工业和重工业发展较为平衡（1978至2000年两者历年占工业总产值之比平均值为52%和48%），2000之后广西开始偏向发展重工业，至2017年，广西重工业总产值占工业总产值比例从2000年的52%升至72%，轻工业占比则从2000年的48%降至28%。轻工业以制糖业、木材加工业为主，重工业以有色金属产业、电力产业、汽车制造业为主。柳州市是广西第一大工业城市，2017年规模以上工业总产值达5031.33亿元，占全区工业总产值19.17%，位列第一。

### 第三产业
广西第三产业相比其他沿海省份发展滞后，主要依靠交通运输业、邮电通信业、批发零售业、旅游业等传统服务业支撑。1978年，广西第三产业仅占当年全区生产总值的25.1%，在三次产业中占比最低，2002年上升至42.6%，居首位，此后有所下降，至2017年占比40.2%，仅次于第二产业。近年来，广西积极发展现代物流、商贸会展、信息服务、海洋服务、电子商务等现代服务业。

### 对外贸易
广西与越南海陆接壤，是中国面向东盟开放合作的桥头堡。自2000年起，东盟一直是广西最大的贸易伙伴。2018年，广西对东盟进出口总额为2061.5亿人民币，占所有对外贸易进出口总额的50.2%，其中对越南进出口达1749.4亿人民币，是广西最大的贸易国家。崇左市进出口总额达1475.69亿人民币，占全区的35.93%，是广西对外贸易的前沿城市，贸易进出口总额连续十年居全区第一。广西主要出口机电产品、服装、钢材、陶瓷器皿和纺织品，主要进口机电产品、大豆、铁矿石、煤炭和原油。

## 交通
广西壮族自治区南抵北部湾，背靠大西南，东临珠三角，且与越南海陆相连，是中国西南地区主要出海通道。广西公路和铁路与相邻省份紧密相连，并与越南开通有国际旅客列车，南友高速公路与越南国家1号公路相连，是泛亚公路1号线的组成部分。最大机场为南宁吴圩国际机场，最大港口为北部湾港下辖的防城港域。

### 公路

广西高速公路网及规划布局（2010-2020）

广西第一条高速公路——桂柳高速公路于1997年5月建成通车，全长约139公里，当年公路总里程4.54万公里，高速公路总里程193公里。2003年广西公路里程5.85万公里，高速公路里程达到1011公里。至2017年末，广西公路里程12.33万公里，其中高速公路通车里程5259公里，预计到2020年高速公路通车里程将达到8000公里，高速公路网将呈现“6横7纵8支线”的布局，届时广西将实现“县县通高速”的目标。

### 铁路

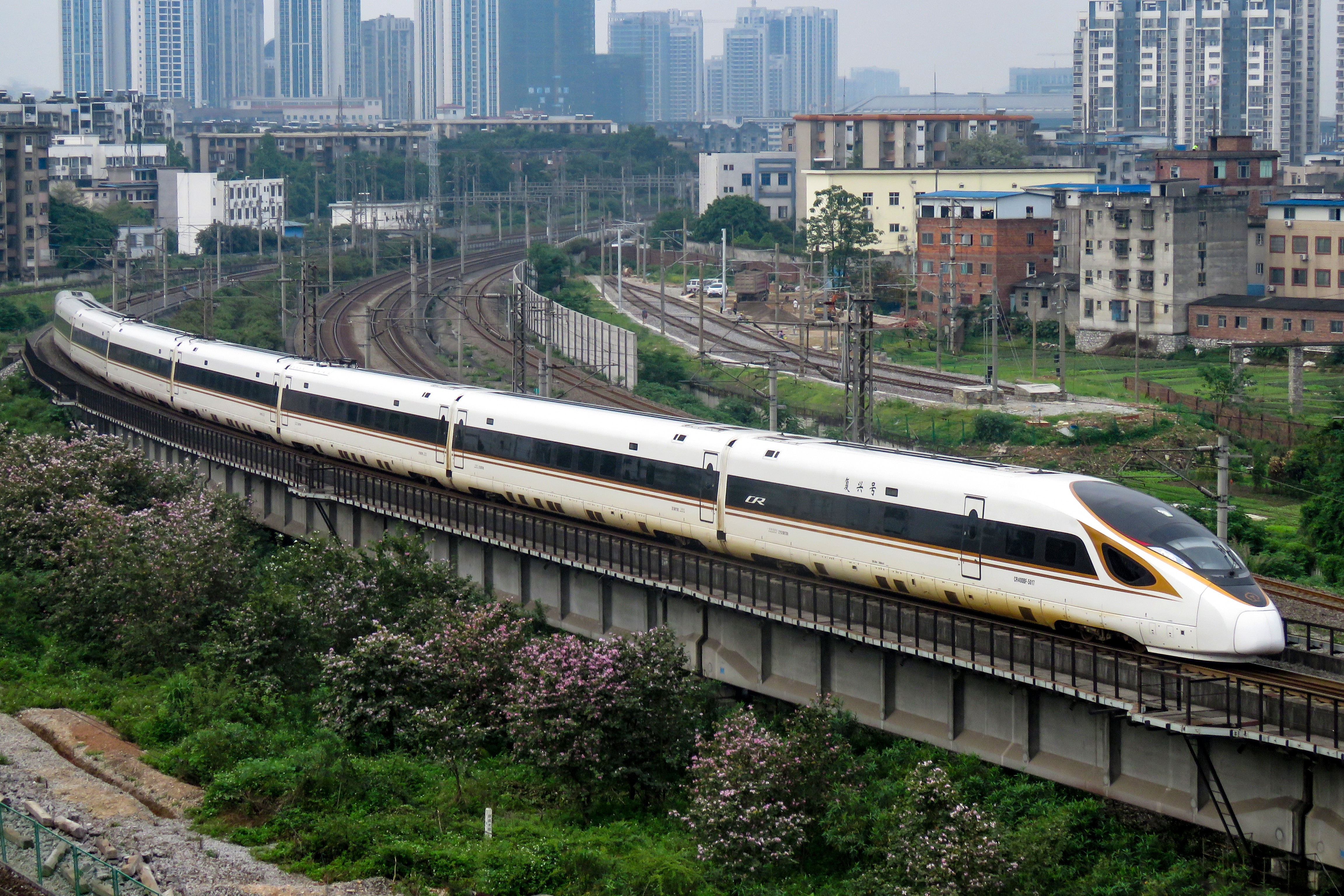
2013年12月28日开通的衡柳线使广西接入中国高速铁路网

广西目前主要火车站有南宁站、南宁东站、桂林站、桂林北站、柳州站、玉林站，其他有铁路经过的市或县均设有高铁站或火车站。
1949年前，广西仅有湘桂和黔桂铁路，运营里程539公里。中华人民共和国成立初期，广西先后修建黎湛、焦柳铁路，修复了黔桂干线铁路，修建了河茂、屯秋支线以及来合、三罗等地方铁路，路网规模有所扩大。广西壮族自治区成立以来，境内铁路营运里程由1958年的1358公里增加到2018年的5191公里，其中高铁营运里程1771公里，位居全国前列。预计至2020年底，铁路运营里程将达到5500公里，高速铁路达到2000公里，届时将实现“市市通高铁”的目标。

#### 高速铁路
途经广西的省际高速铁路主要有南广铁路、衡柳铁路、南昆客运专线、贵广客运专线、贵南客运专线、南深高铁专线（在建）、合湛客运专线（在建）。城际铁路主要有南钦铁路、钦北高速铁路、钦防铁路、柳南客运专线。

#### 普速铁路
途经广西的省际普速铁路主要有南昆铁路、黎湛铁路、湘桂铁路、黔桂铁路、洛湛铁路、焦柳铁路。城际普速铁路主要有南凭铁路、黎钦铁路。

### 航空
广西机场主要有南宁吴圩国际机场、桂林兩江國際機場、柳州白莲机场、北海福成机场、梧州西江机场、百色巴马机场、河池金城江机场、玉林福绵机场。2018年全区机场旅客吞吐量2765.6万人次，货邮吞吐量15.7万吨，其中南宁吴圩国际机场旅客吞吐量1509.8万人次，货邮吞吐量11.8万吨；桂林两江国际机场旅客吞吐量873万人次，货邮吞吐量2.7万吨。

### 水运

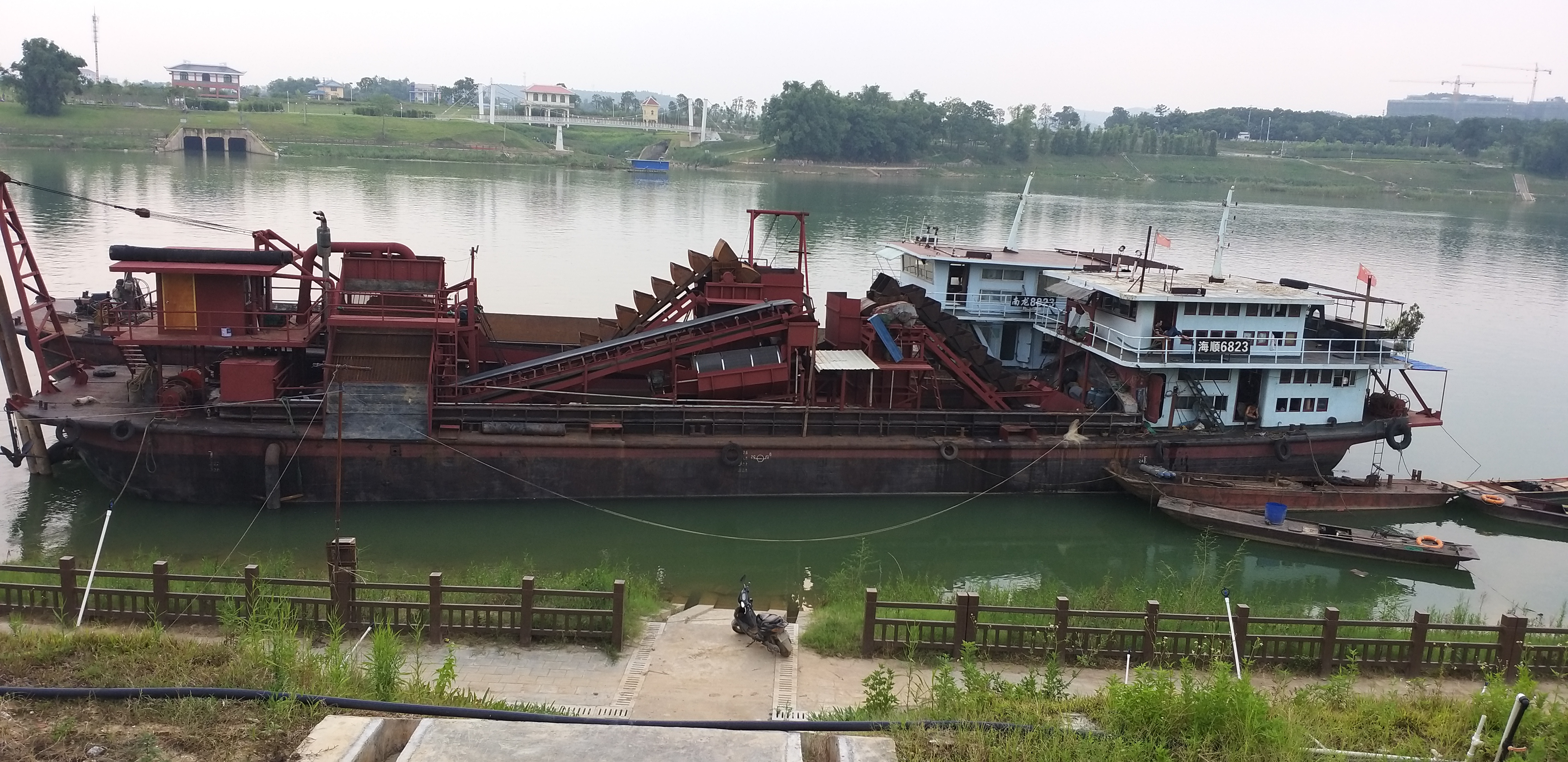
停靠在南宁市邕江边上的货船

广西海岸线长约1500公里，内河航道通航里程5873公里。主要沿海港口为北部湾港，该港口是自治区政府在2007年重组后的新港口，分为北海港域、防城港域和钦州港域。主要内河港口为南宁港、柳州港、梧州港、贵港港和来宾港，其中贵港港是全国内河主要港口和华南地区最大的内河港口，由于西江水系各条河流在广西没有入海口，因此这五个港口需要通过广东的珠江口出海。
2017年，北部湾港货物总吞吐量为2.2亿吨，其中防城港域吞吐量为10355万吨、钦州港域吞吐量为8338万吨、北海港域吞吐量为3169万吨。内河港口总吞吐量为1.3亿吨，其中贵港港吞吐量为6322万吨，梧州港吞吐量为3634万吨，南宁港吞吐量为1380万吨，来宾港吞吐量为1152万吨，柳州港吞吐量为98万吨。

## 文化

### 人文历史

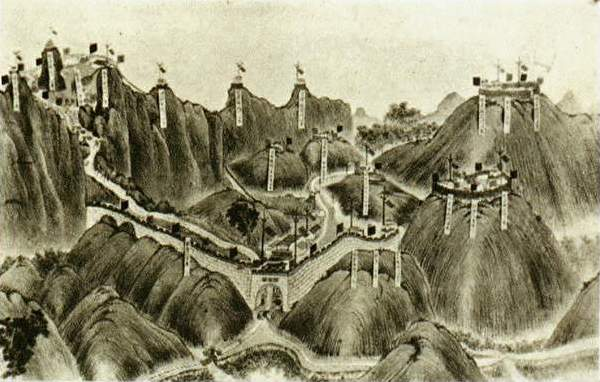
中法战争期间，鎮南關清軍布防圖

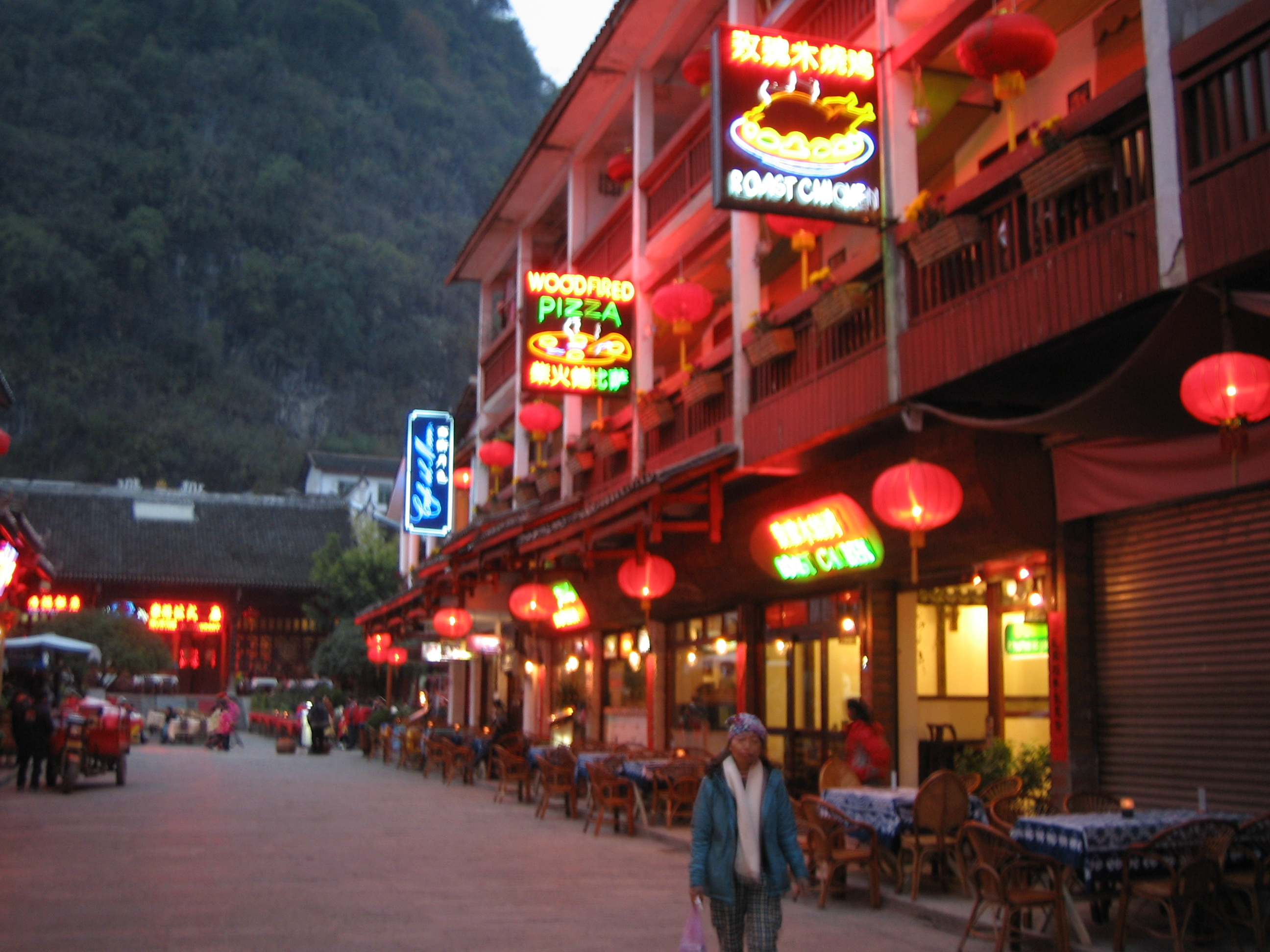
阳朔西街

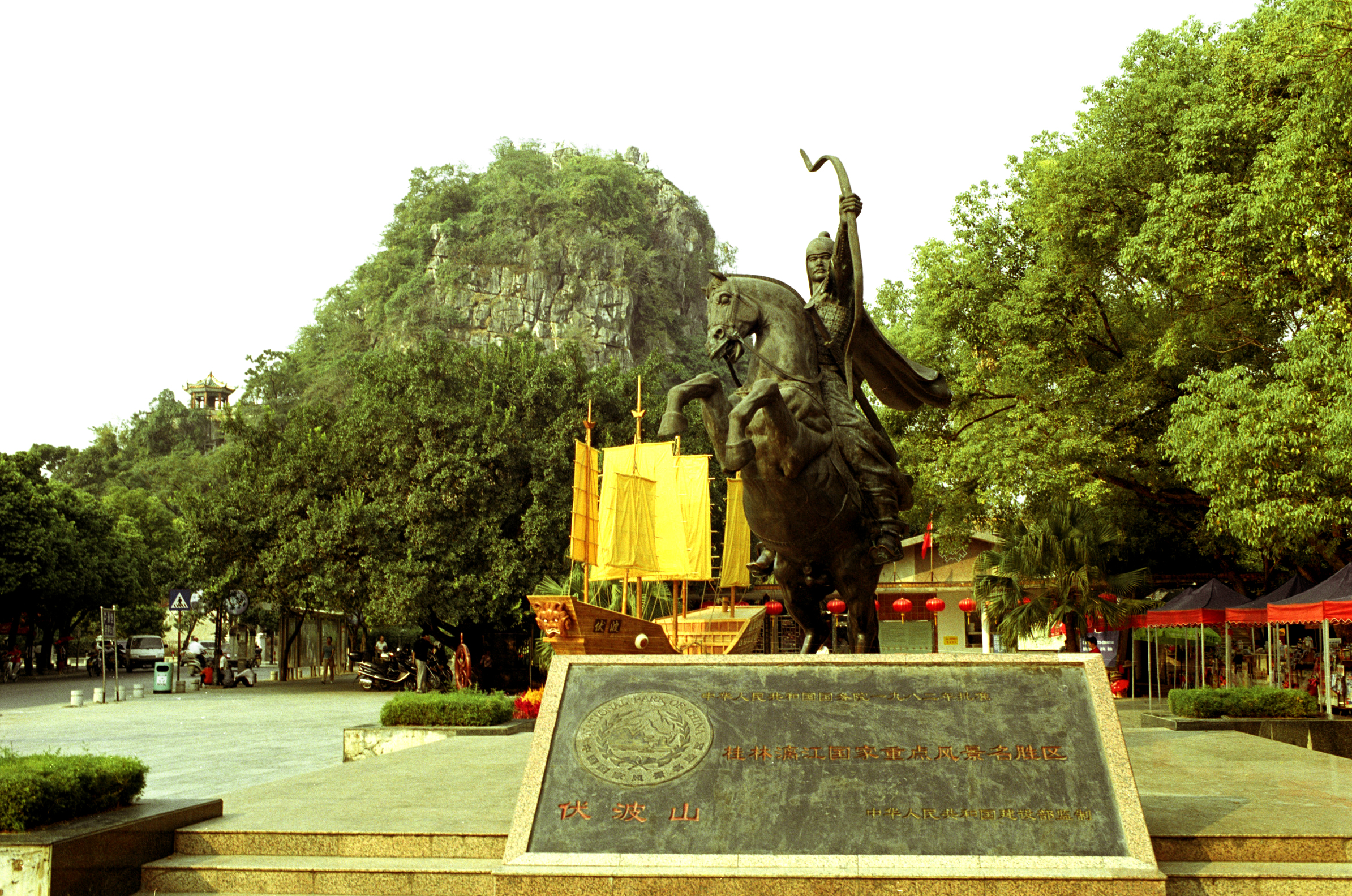
伏波山馬援雕像

广西境内历史文化名城有桂林、柳州、北海3个城市，全国重点文物保护单位中较为人知的文物有灵渠、白莲洞遗址、金田起义地址、昆仑关战役旧址。历史上出现了太平天國起義、镇南关大捷、百色起义、昆仑关战役等著名的历史事件。涌现出瓦氏夫人、石達開、李秀成、刘永福、冯子材、陆荣廷、李宗仁、白崇禧为代表的历史名人。

### 飲食

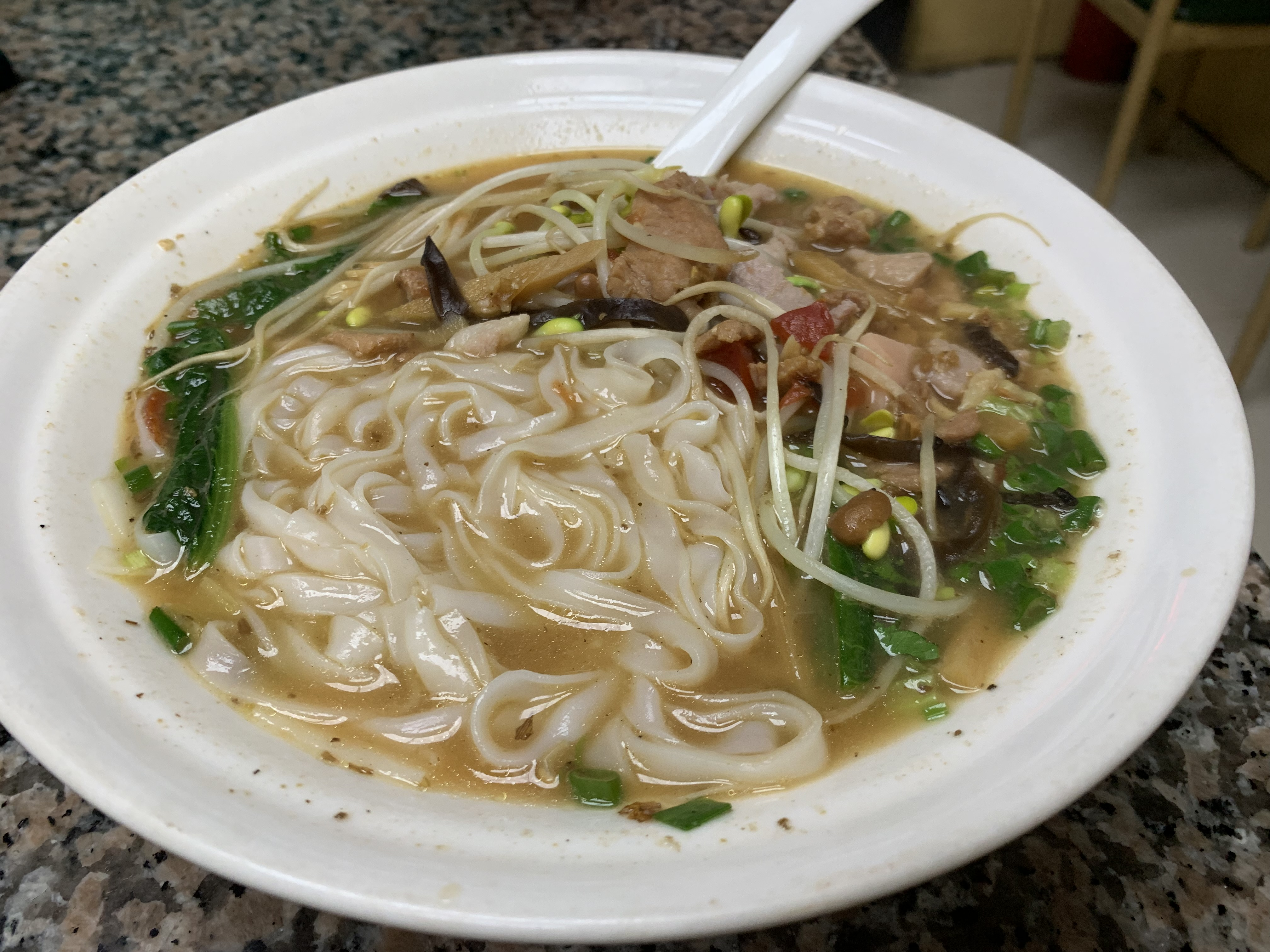
老友粉

广西境内日常饮食主要以清淡为主，但境内南北亦有些许变化，在南部的南宁、北海、钦州等主要以清淡，在北部的柳州、桂林等部分地区有吃辣习惯。广西菜系属于桂菜。因为饮食文化交流，非常多的广东著名厨师为广西人，两广语言、饮食口味接近促进了两地的饮食交流。据徐霞客游记记载，广西境内由于地理环境的关系，其早期的饮食已有种食稻谷、蔬菜、腌菜、饮茶和行酒礼等习惯。南宁老友粉、柳州螺蛳粉、桂林米粉、玉林牛腩粉、梧州龟苓膏、巴马香猪、玉林牛巴、玉林馄饨、贵港酸料以及各地的米粉、切粉、滤粉、猪脚粉等为代表。

### 特产
广西壮族自治区境内在特产方面南北有异，例如南部北海、钦州、防城等海边城市的海鲜特产，以及灵山荔枝、香蕉、容县沙田柚等水果特产，也有西北部的苹果铝等有色金属特产。

### 中国地理标志产品
- 广西肉桂（2008年9月19日获准）：肉桂的中心产区为西江沿岸的桂平、平南、藤县、苍梧、岑溪、容县等，称西江桂，以及十万大山附近的防城、东兴、上思等，又称东兴桂。

#### 崇左
- 天等指天椒（2007年2月14日获准）：出产于崇左市天等县。
- 大新苦丁茶（2006年1月24日获准）：出产于崇左市大新县。

#### 百色
- 凌云白毫茶（2005年8月25日获准）：出产于百色市凌云县。
- 八渡笋（2010年4月6日获准）：出产于田林县东北角山区，土地肥沃潮润的八渡乡。

#### 河池
- 巴马香猪（2005年8月25日获准）：出产于河池市巴马瑶族自治县。
- 环江香猪，出产于河池环江毛南族自治县明伦镇（古称宜北，也叫宜北香猪），曾荣获全国食品奖

#### 南宁
- 横县茉莉花（2006年7月12日获准）：出产于南宁市横县。
- 横县大头菜（2009年7月9日获准）：出产于南宁市横县。
- 南山白毛茶（2009年7月9日获准）：出产于南宁市横县南山。

#### 贺州
- 钟山贡柑：出产于贺州市钟山县。
- 富川脐橙：出产于贺州市富川瑶族自治县。
- 贺州皇家梅：出产于贺州市。

#### 柳州
- 融水糯米柚（2008年8月27日获准）：出产于柳州市融水县。
- 柳州螺蛳粉（2018年8月20日获准）：出产于柳州市。[73]

#### 来宾
- 忻城金银花（2007年3月20日获准）：出产于来宾市忻城县。

#### 桂林
- 永福罗汉果（2004年12月13日获准）:出产于桂林市永福县。
- 荔浦芋头（2005年12月28日获准）：出产于桂林市荔浦县。
- 阳朔金桔（2006年12月27日获准）：出产于桂林市阳朔县。

#### 贵港
- 西山茶（2010年5月24日获准）：出产于贵港市桂平市境内的一座山脉西山。

#### 钦州
- 坭兴陶（2008年12月31日获准）：出产于钦州坭兴。

#### 北海
- 合浦南珠（2004年10月29日获准）：出产于北海市合浦县。

#### 玉林
- 玉林香蒜（2007年3月20日获准）：出产于玉林市。

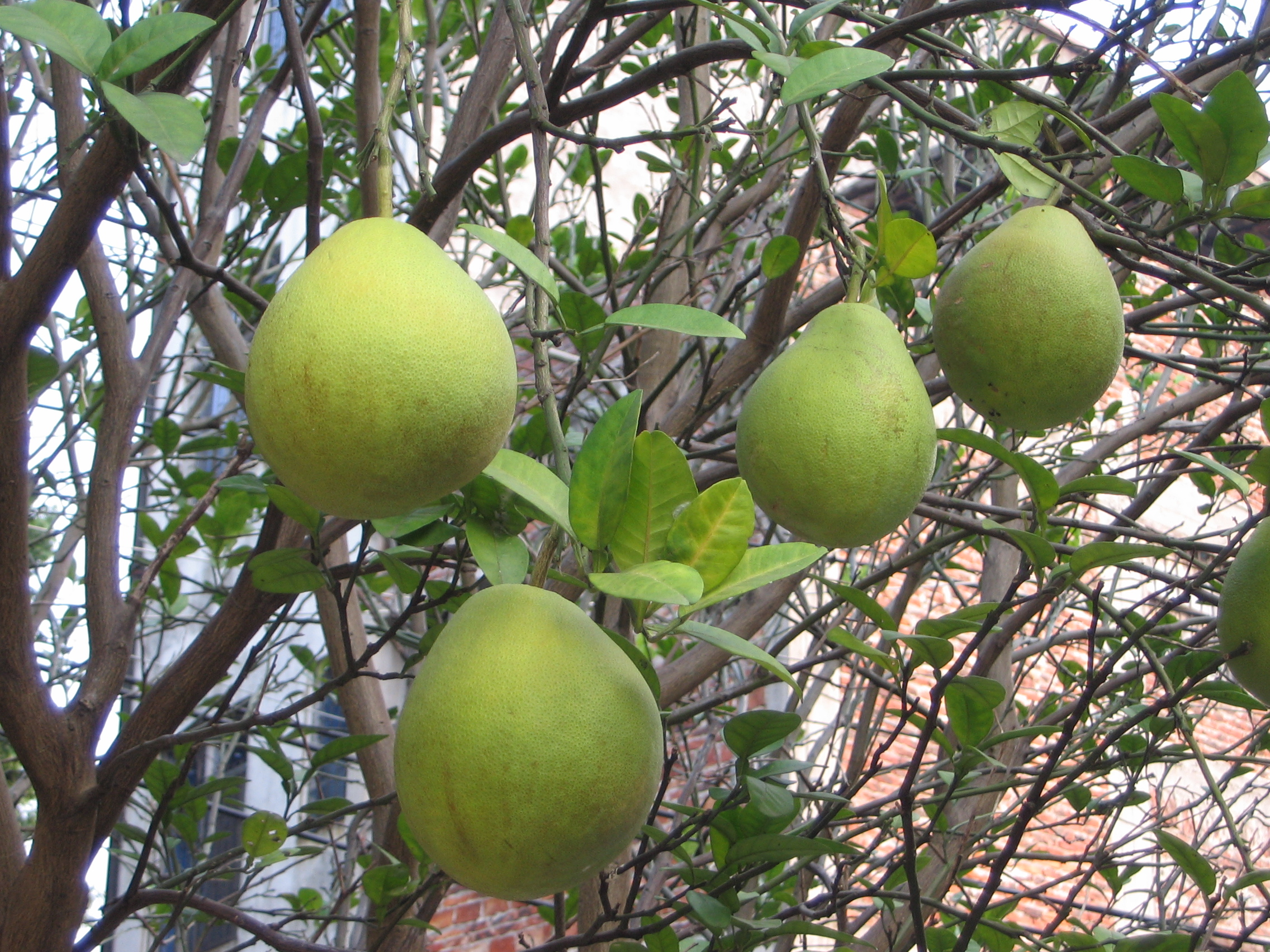
沙田柚

- 沙田柚容县沙田柚（2004年7月20日获准）：出产于玉林市容县。

#### 梧州
- 梧州龟苓膏（2007年5月29日获准）：出产于梧州市。
- 梧州腊肠（2008年8月27日获准）：梧州居民自制的腊肠龙舟牌腊味、肉脯系列产品源自于清末民初的梧州荘记腊味。

### 戏曲
- 少数民族戏剧和地方戏种：壮剧、彩调剧、邕剧、苗剧、毛南剧
- 漢族：桂剧、粤剧

### 民族文化

#### 民族民间音乐舞蹈
- 扁担舞
- 铜鼓舞
- 绣球舞
- 芦笙舞
- 竹竿舞

#### 民族传统文化节日活动
作为广西壮族自治区传统文化的一部分，境内的少数民族有着各样的民族传统文化节日活动，比如壮族三月三歌节、瑶族盘王节、苗族芦笙节、侗族花炮节、彝族跳弓节、京族唱哈节等。其中其表达的内容各异，但其表现出来的民族内部特有的文化内涵和民族特色，更多的是一个民族在其历史发展过程的一个缩影。
此外，广西壮族自治区境内还有一些重大的节庆，有些是地方官方举办，有些是民间由于民俗所形成，在这些节庆活动中，有些已成为其举办地代表性的文化活动，详细列表如下：
| 名称               | 创办时间 | 举办时间           | 内容                                                                                         |
| ------------------ | -------- | ------------------ | -------------------------------------------------------------------------------------------- |
| 北海国际珍珠节     | 1991年   | 10月               | 文艺表演及焰火晚会、“南珠小姐”形象大赛、珠宝展示交易会、书画影艺术大展、旅游观光活动等。     |
| 南宁国际民歌艺术节 | 1993年   | 每年的11月份       | 开幕式晚会、中外歌唱家演唱会、广场文化活动、旅游美食节、山歌擂台赛、经贸洽谈会、时装大赛等。 |
| 刘三姐歌圩         | 民俗     | 农历三四月、八九月 | 歌场交情、赛歌赏歌、抛绣球、抢花炮、斗蛋、以及壮剧、师公戏、采茶戏等文艺演出。               |
| 桂林山水旅游文化节 | 1993年   | 每年的11月份       | 历史文化和民族风情展示、艺术巡游、徒步大会、趣味智力赛等。                                   |
| 柳州国际奇石文化节 | 1999年   | 9月至11月          | 奇石展销、经贸洽谈招商会、奇石珍品大赛、拍卖活动、文艺演出等。                               |
| 中越边境旅游节     | 2001年   | 9月至10月          | 中越边境旅游发展论坛、商品交易会、中越联欢活动、民族风情美食展示等。                         |
| 钦州国际海豚节     | 2004年   | 9月                | 文艺晚会、国际研讨会、旅游美食节、女子沙滩气排球邀请赛、“渔家乐”、少林武术及杂技表演等。     |
| 龙州天琴文化艺术节 | 2008年   | 5月                | 开幕式文艺晚会、学术研讨会、“天琴杯”绘画摄影比赛、经贸洽谈招商会、旅游推介等。               |

## 旅游
广西旅游资源种类繁多，相比其他省市区，广西壮族自治区境内的历史旅游资源相对较少，更多为自然景观旅游、民族风情旅游以及边境旅游。其中历史旅游资源主要集中在桂林、柳州这两个历史名城，较为知名的有灵渠和白莲洞遗址。自然景观旅游中较为知名的有“世界旅游名片”桂林山水和“天下第一滩”的北海银滩。而民族风情旅游更多体现在壮族、侗族、瑶族以及苗族等少数民族聚集的自治县。边境旅游主要在凭祥、东兴等与越南接壤的地方，较为知名的有友谊关、花山壁画。在生态旅游方面，广西有以“世界长寿之乡”——巴马瑶族自治县为代表的长寿养生生态旅游资源。而商务旅游则有每年于广西首府南宁市举办的中国—东盟博览会。红色旅游较为知名的有百色市百色起义系列遗址。
2017年，广西全区接待国内游客5.2亿人次，接待人次较多的有南宁11001.1万人次，桂林7983.9万人次，柳州4018.8万人次。接待港澳台同胞及外国人512.4万人次，接待人次较多的有桂林133.0万人次，南宁40.8万人次，崇左25.5万人次。旅游总收入5580.4亿人民币，占当年全区生产总值18.36%。

桂林漓江
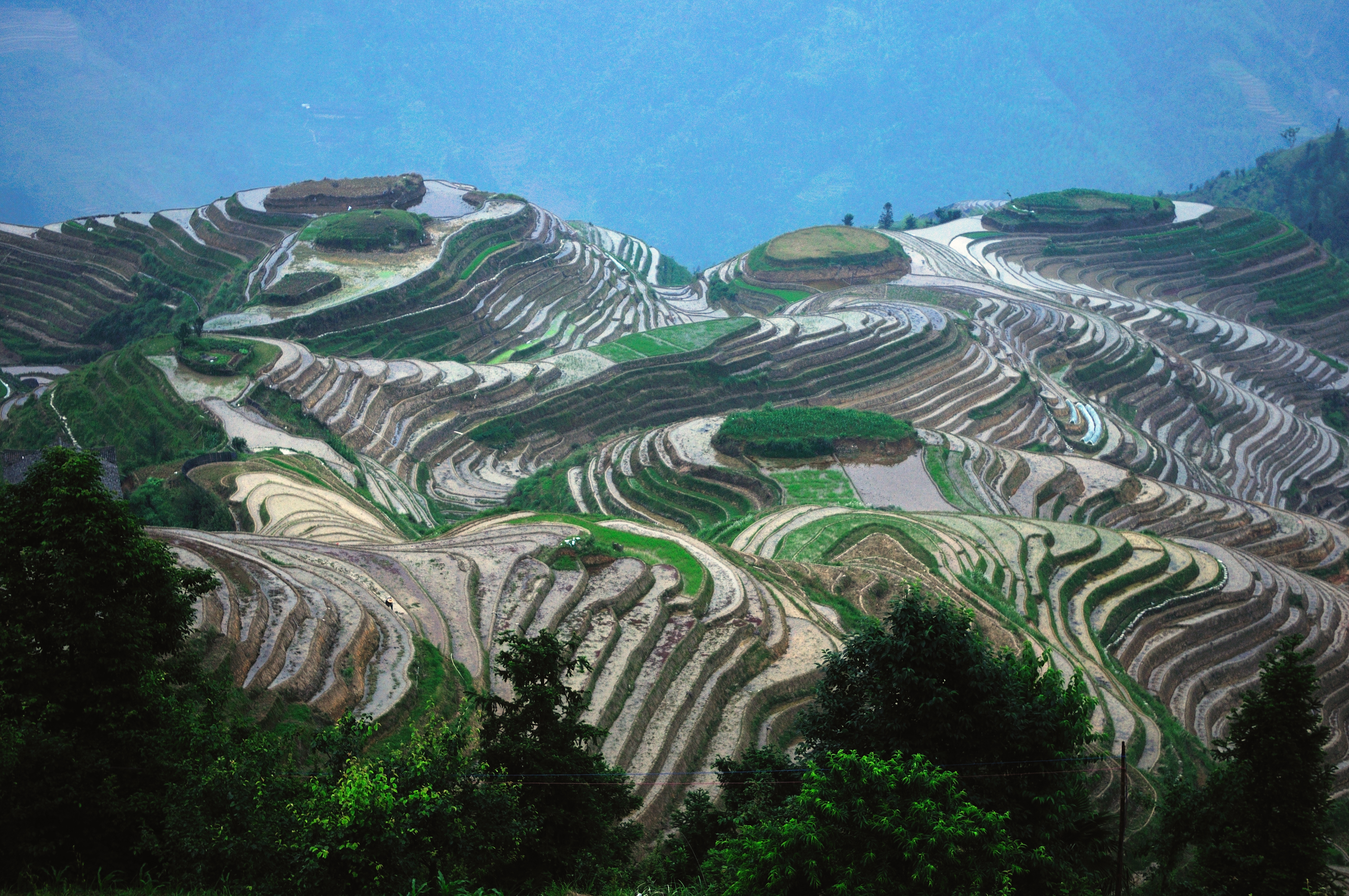
桂林龙脊梯田之七星伴月
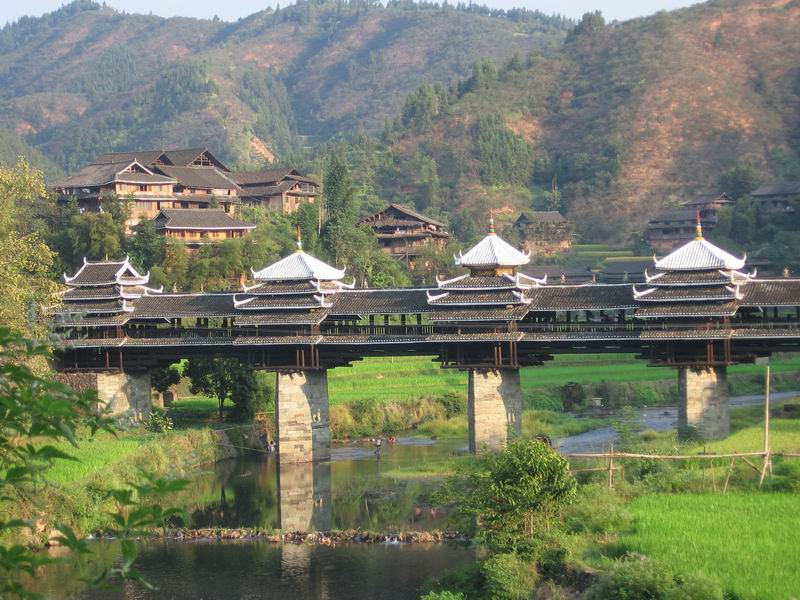
柳州三江县的程阳风雨桥
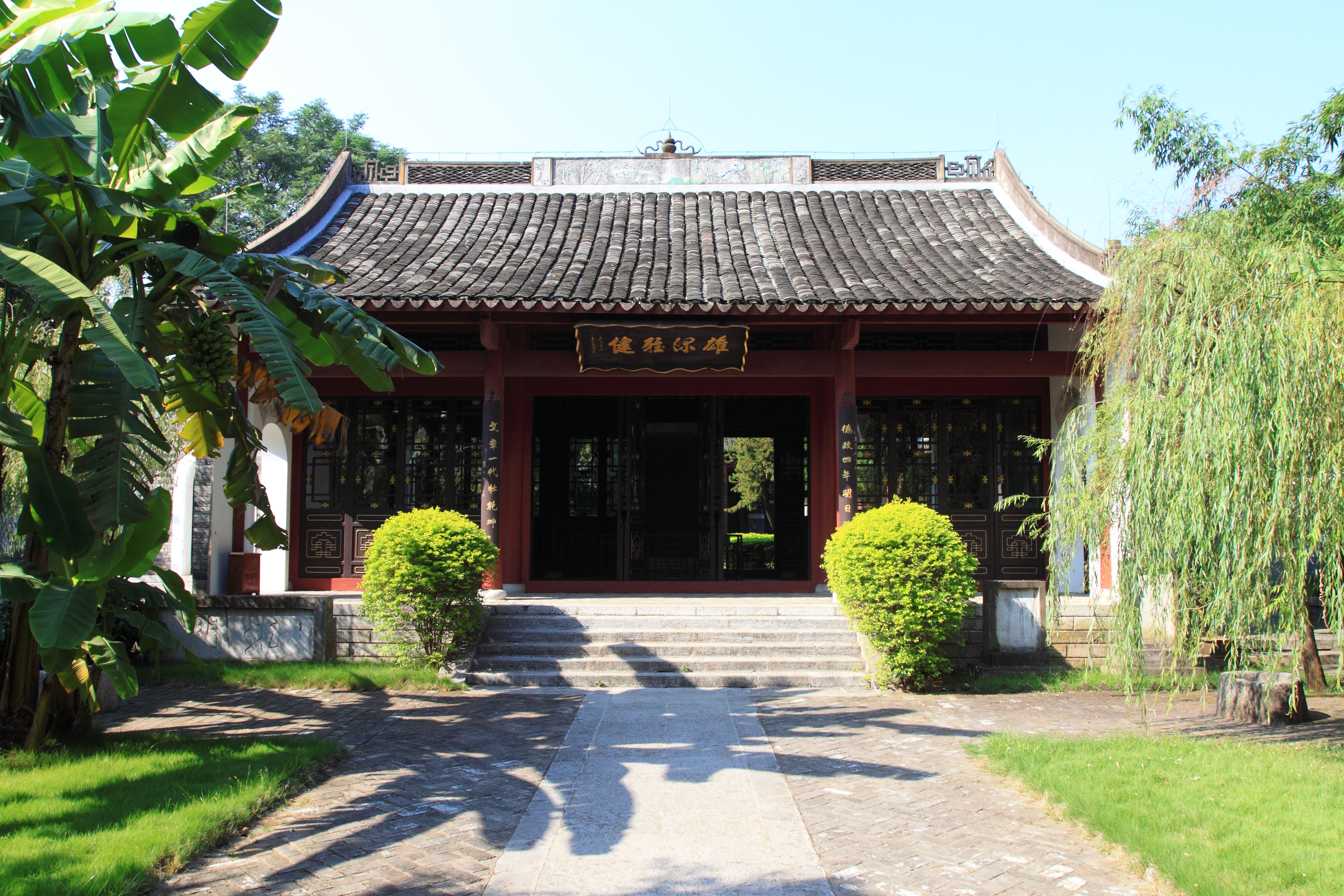
柳侯祠中殿
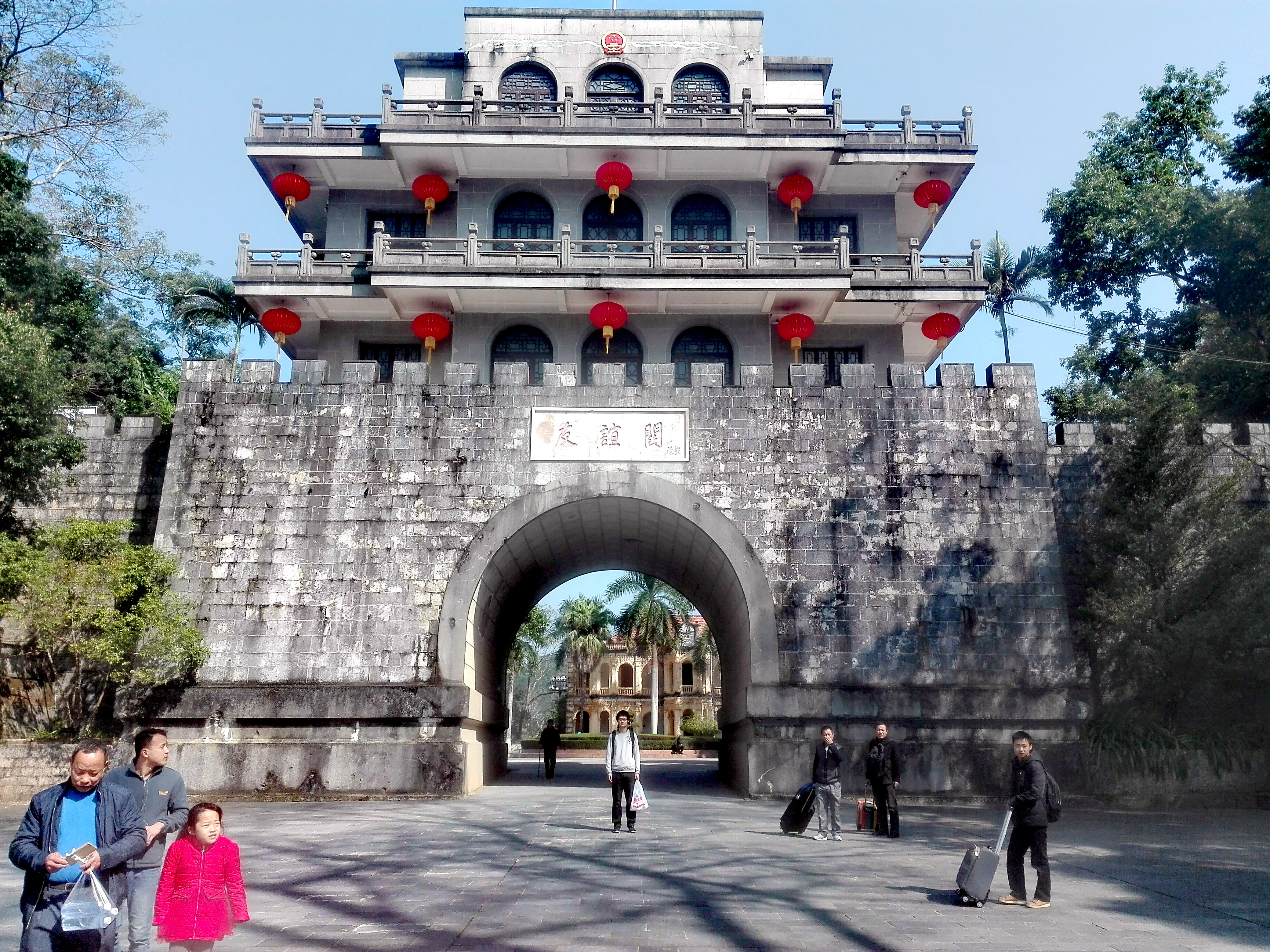
位于中越边境的友谊关
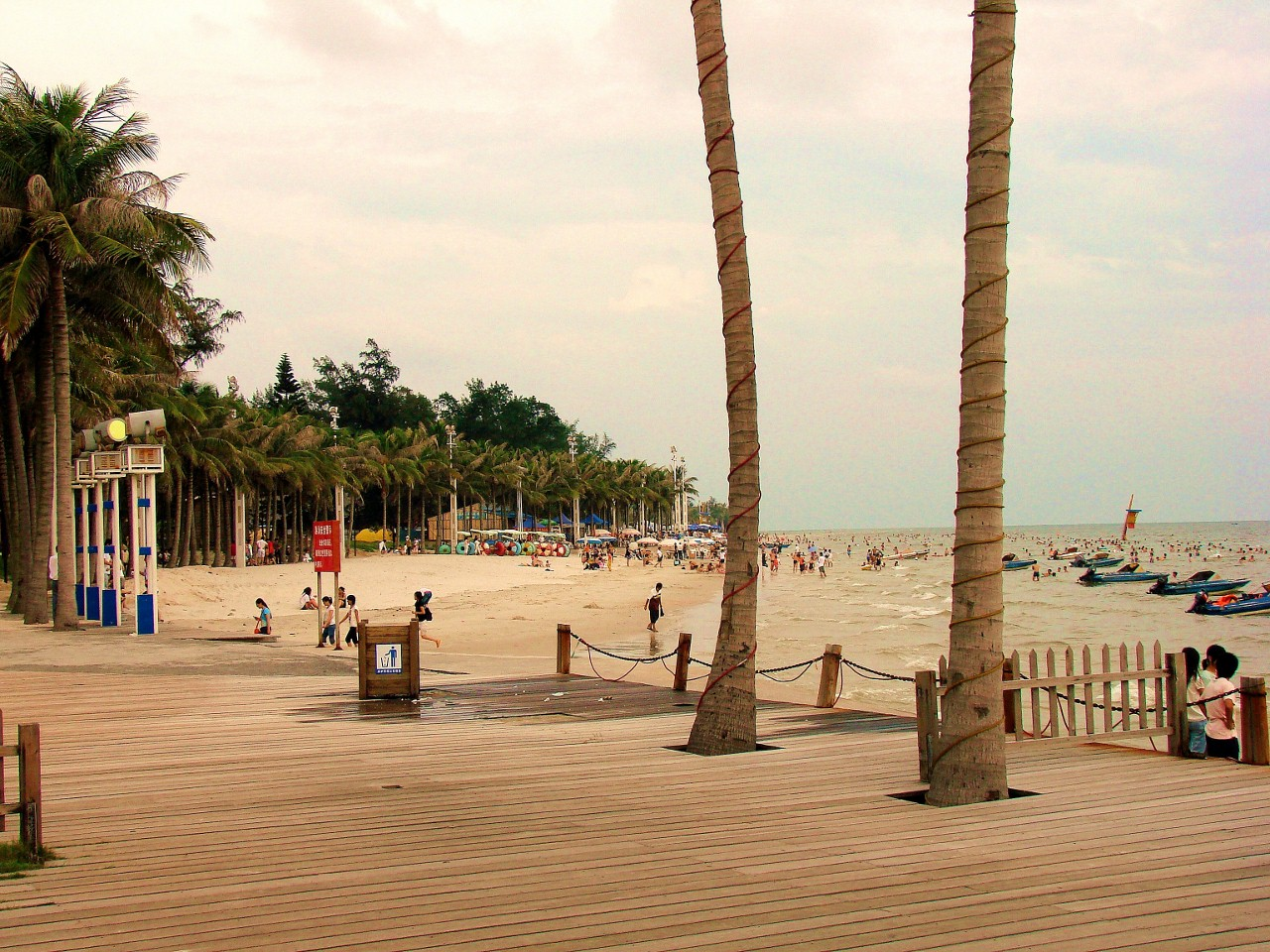
北海银滩
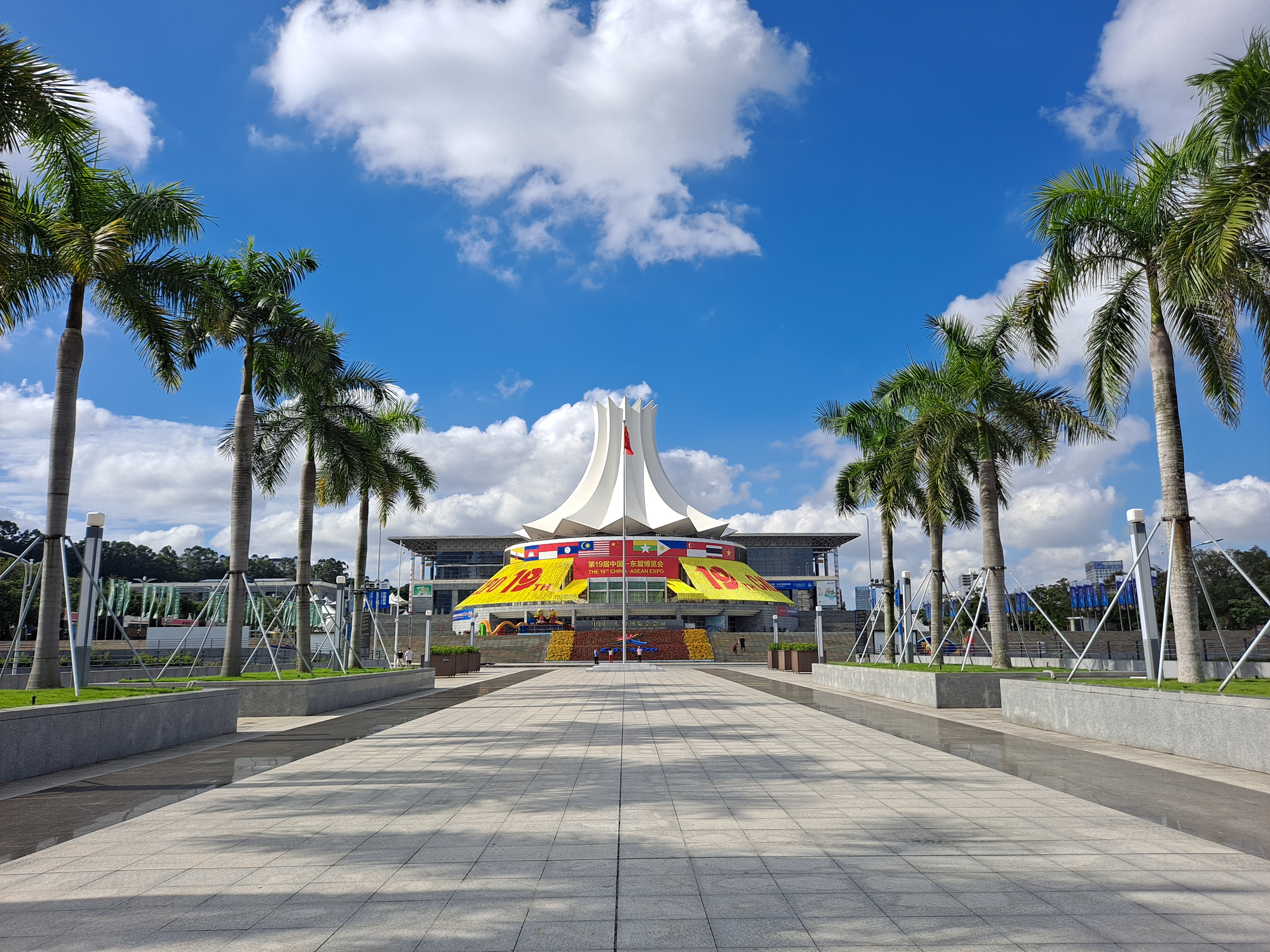
南宁国际会展中心
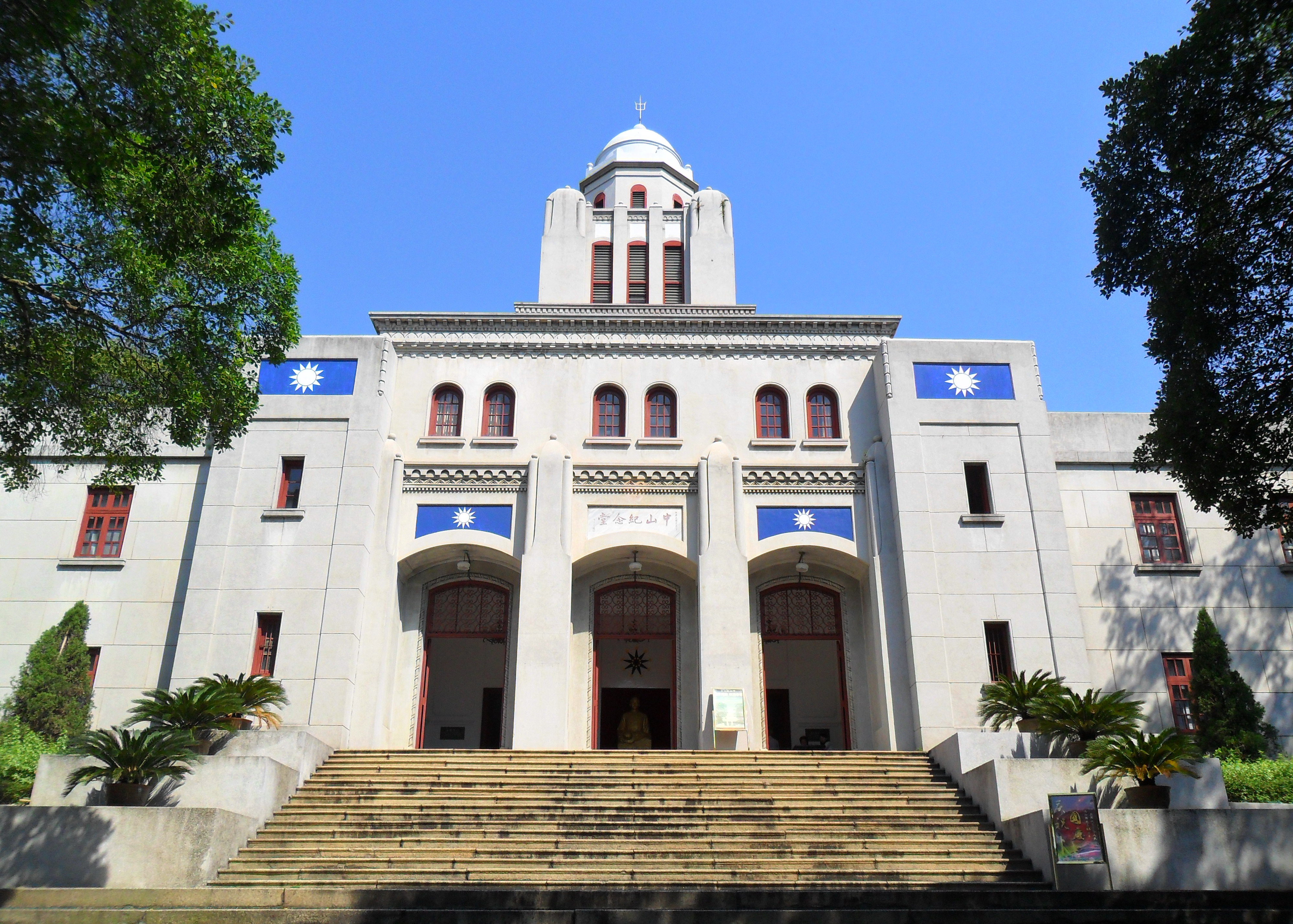
梧州中山纪念堂
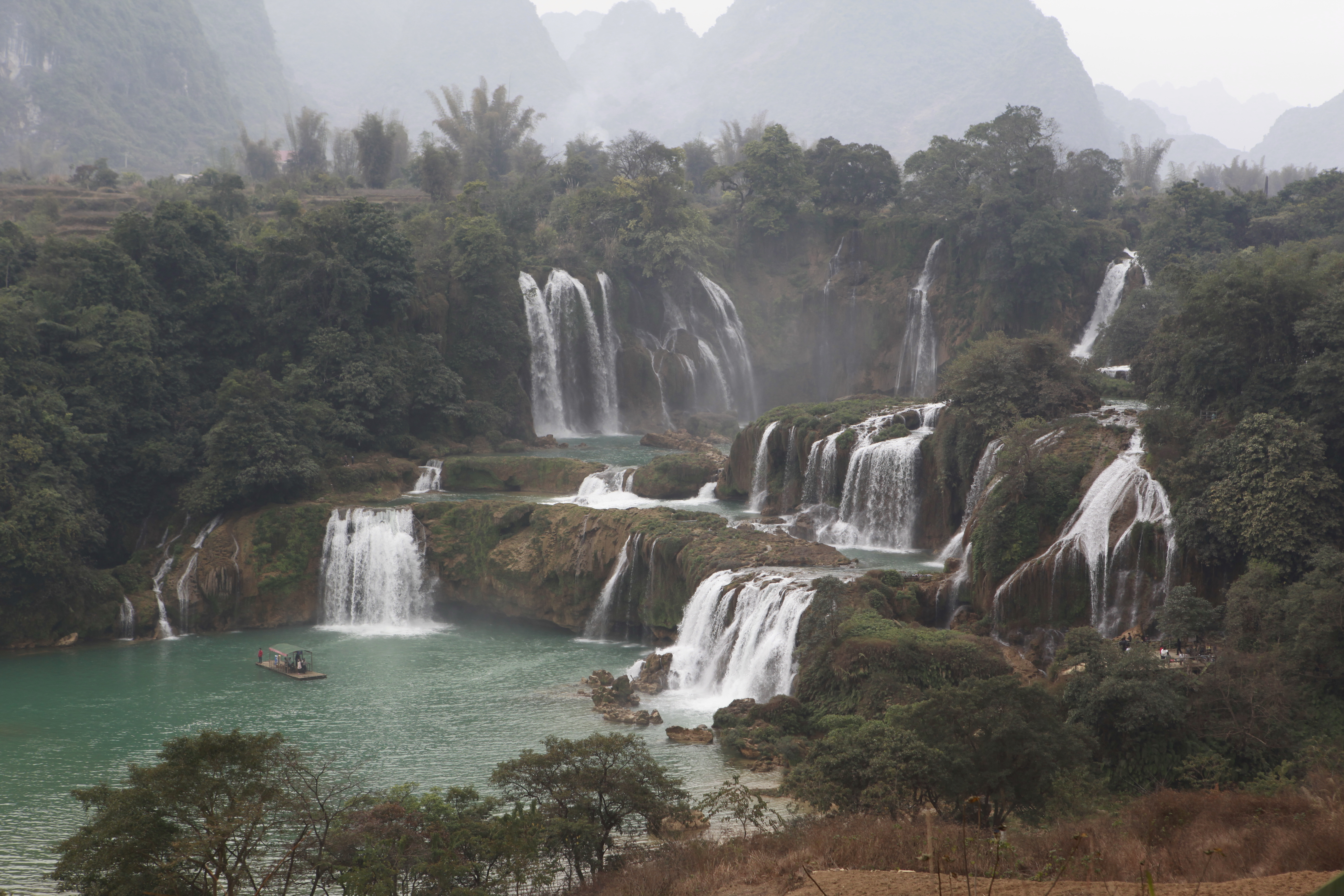
崇左市德天瀑布
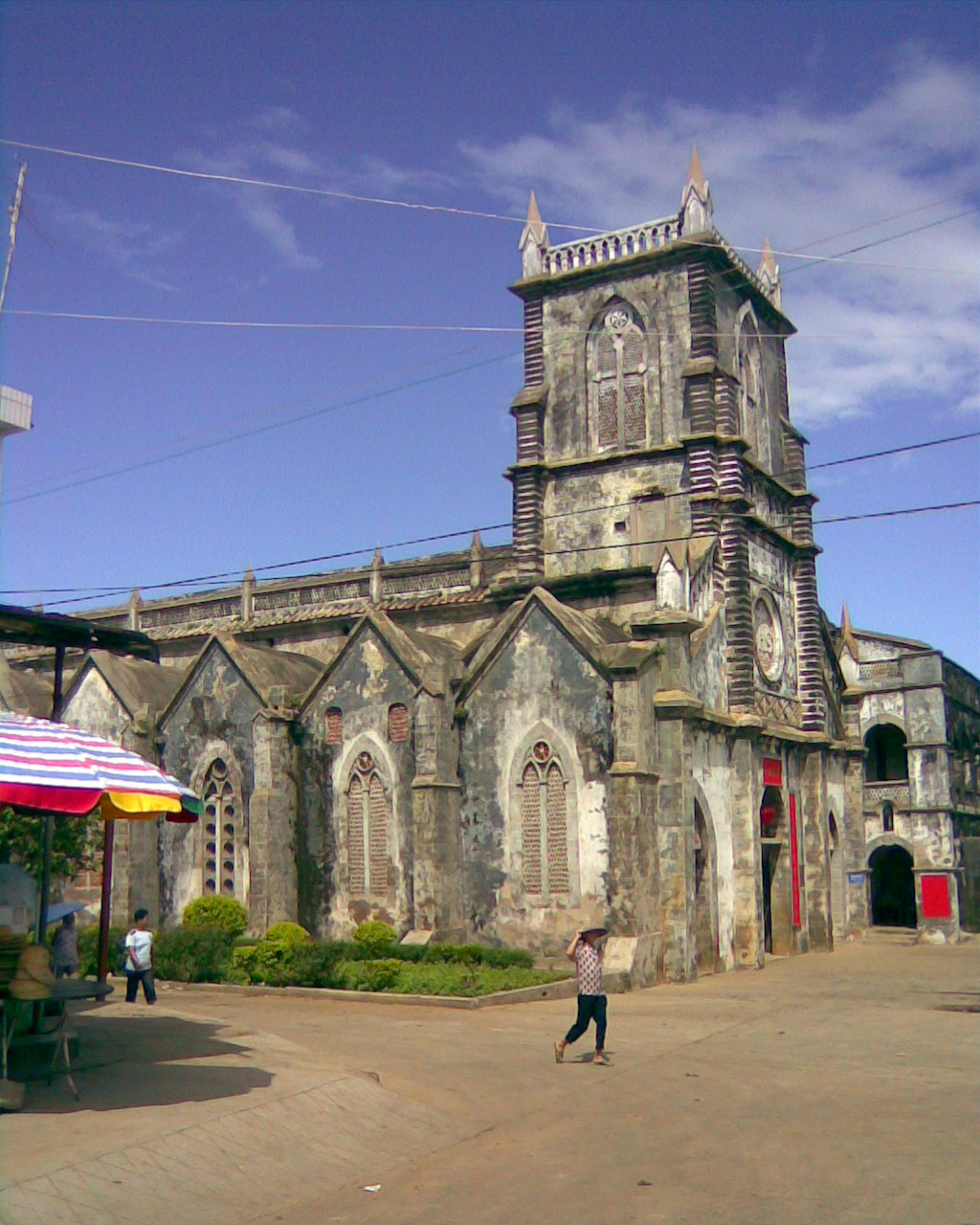
涠洲岛
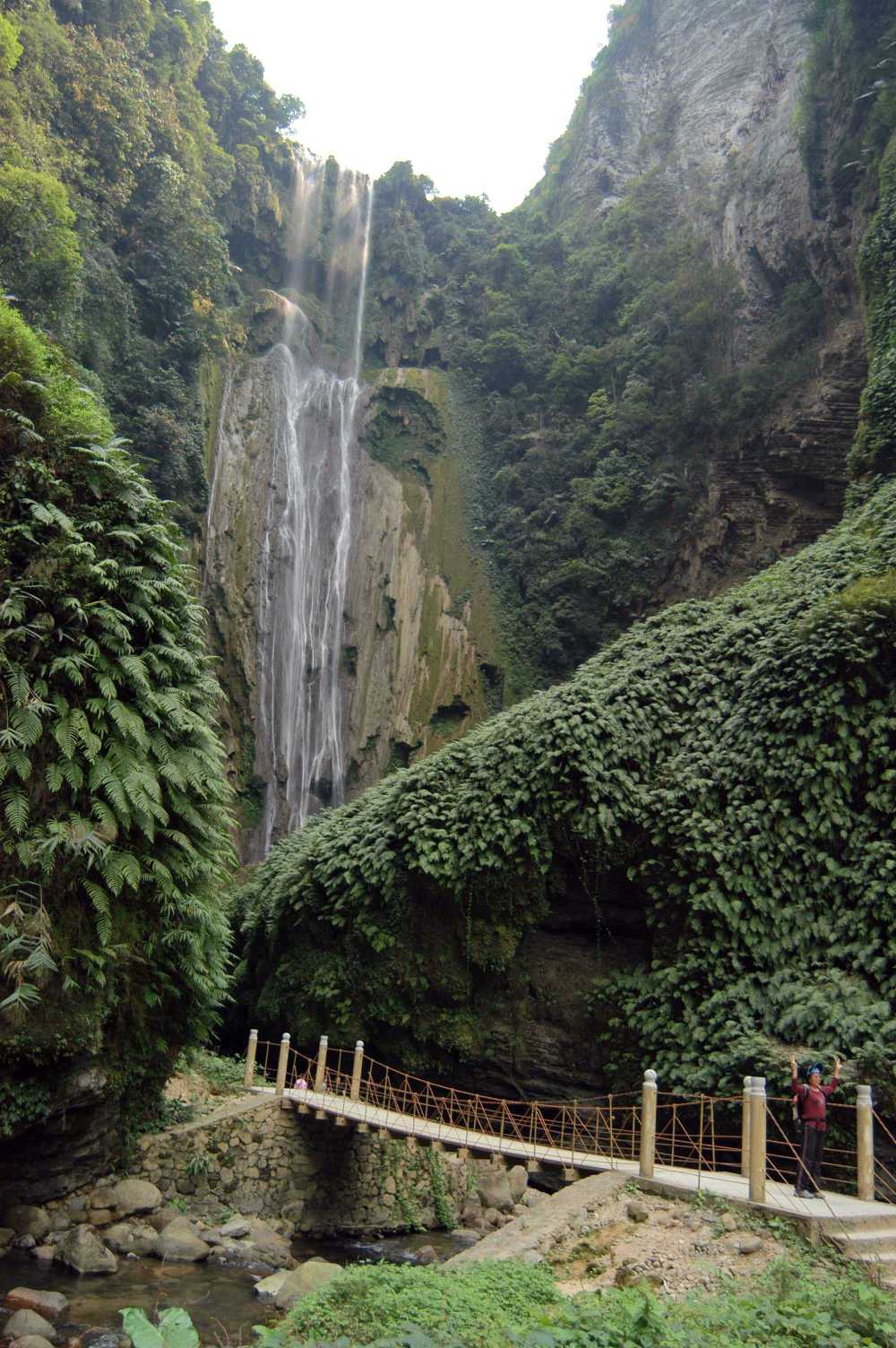
百色市靖西县通靈大峽谷
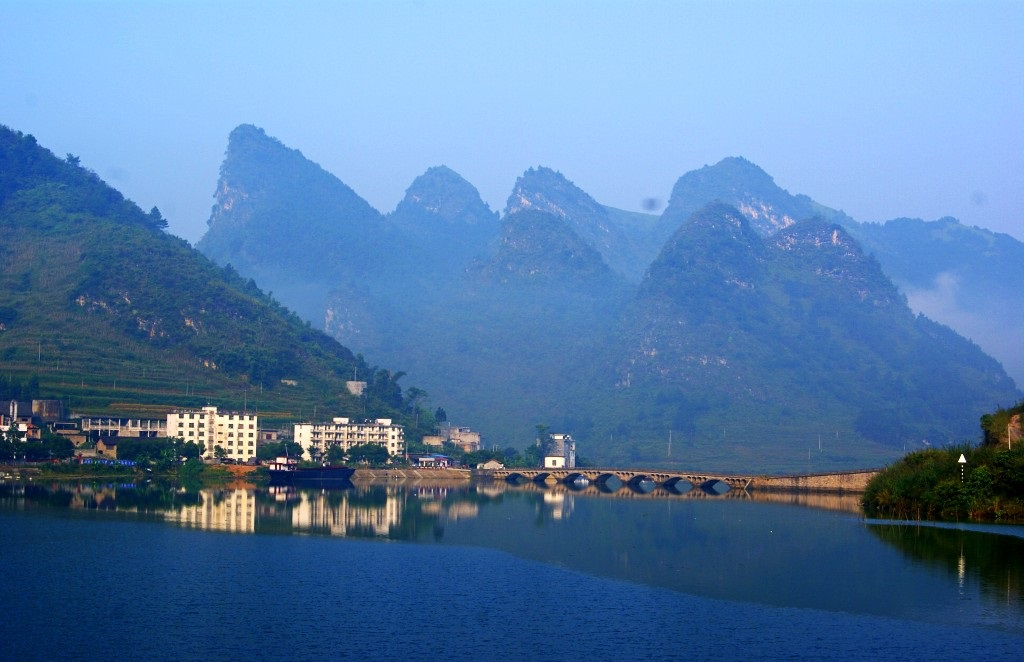
河池市巴马县赐福湖
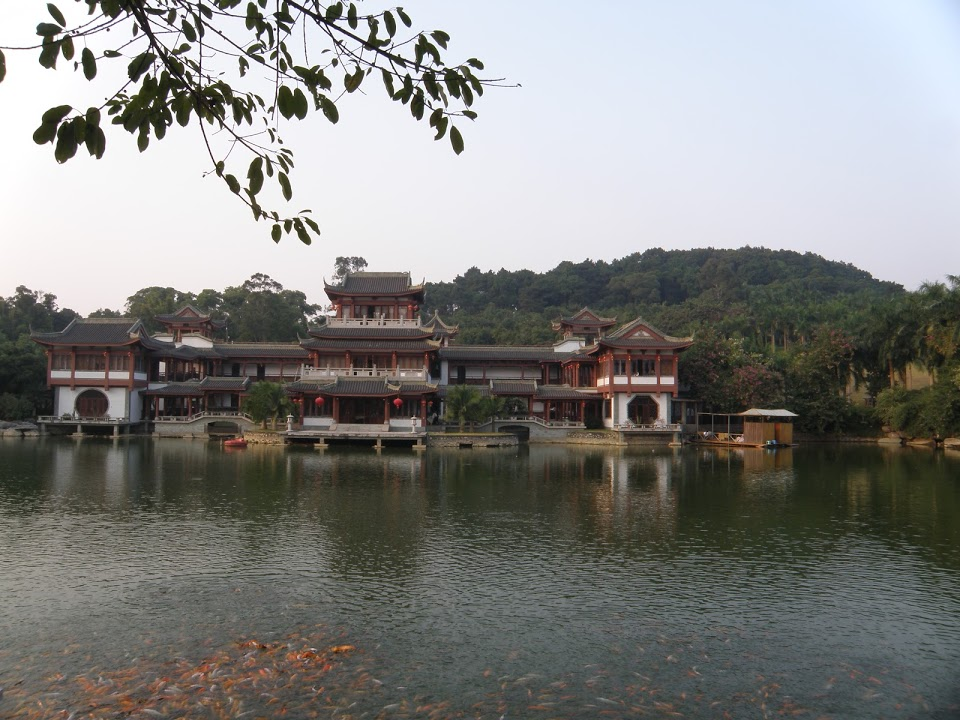
南宁市青秀山风景区
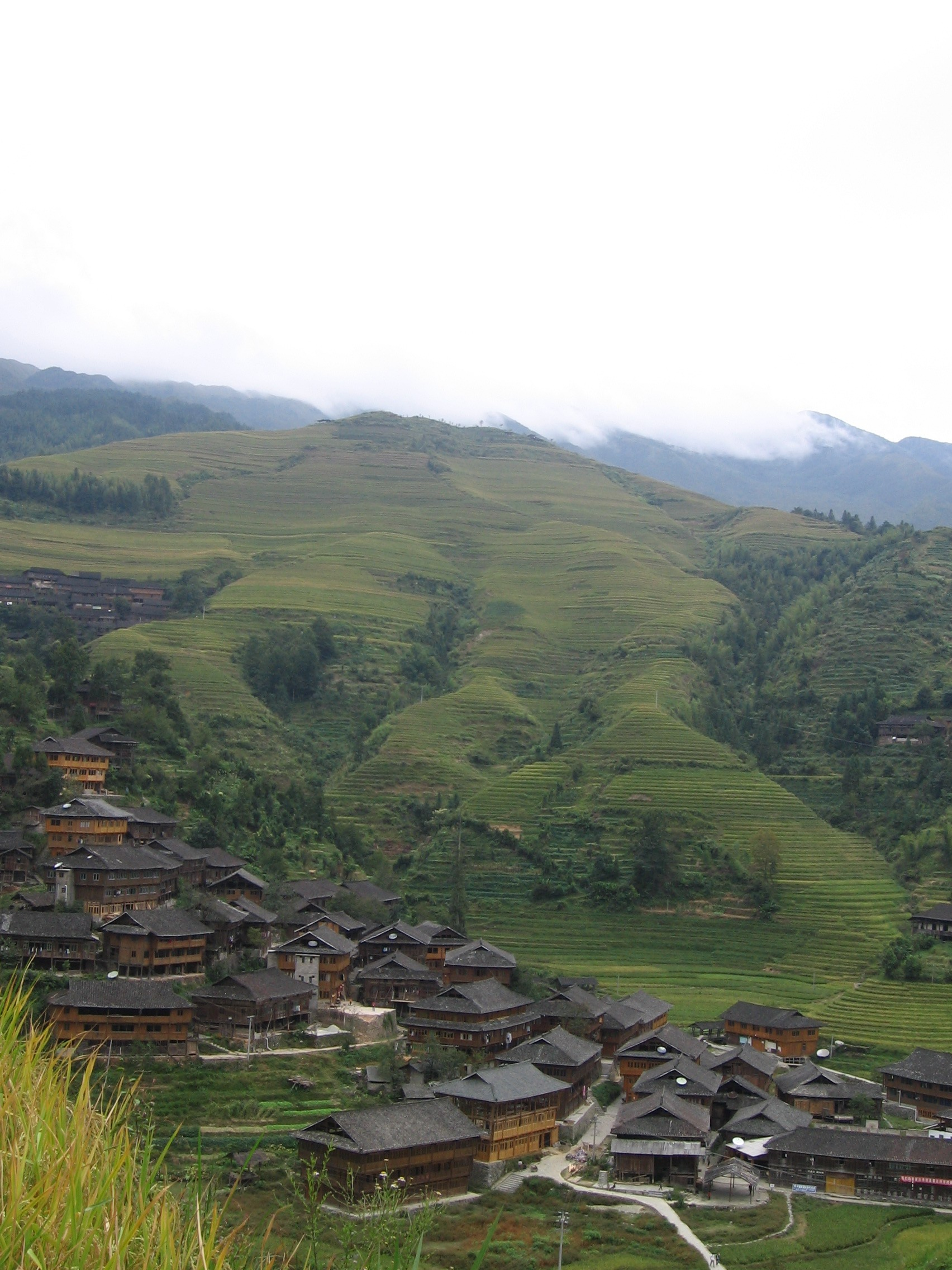
龙胜縣梯田风光
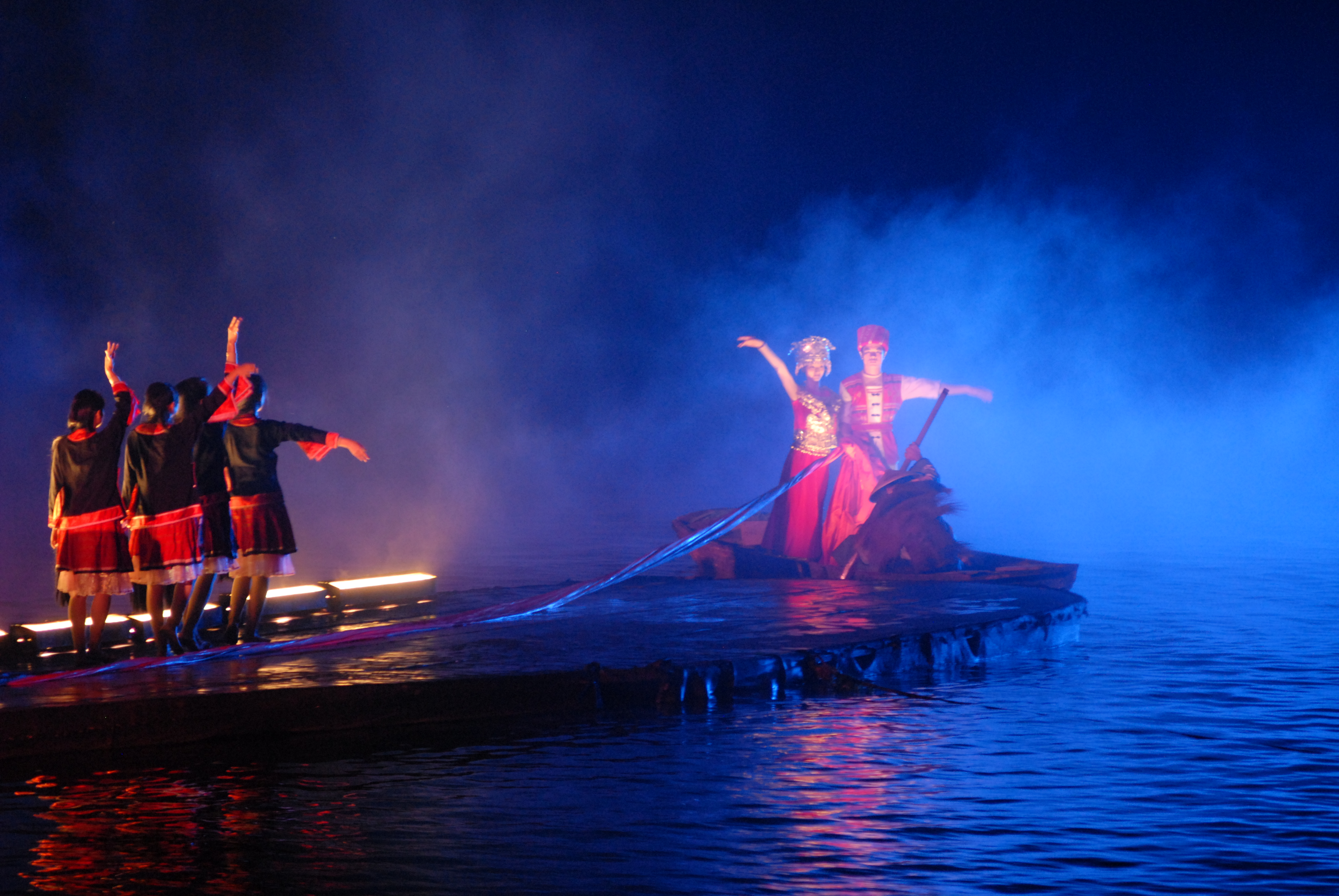
印象·刘三姐

## 社会

### 教育
广西第一所综合类大学为广西大学，于民国十七年（1928年）在梧州开办，民国二十五年（1936年）迁到桂林，1958年迁到南宁。自治区成立60年以来，尤其是在改革开放后40年中，广西教育得到较大发展，至今已有70多所高等院校，主要有广西大学、广西医科大学、广西民族大学、广西师范大学、桂林电子科技大学、桂林理工大学、广西科技大学、南宁师范大学、北部湾大学。
2017年，全区有学校有22860所，其中幼儿园11787所，小学8454所，普通初中1757所，普通高中460所，中等职业学校及技工学校315所，高等学校74所，培养研究生单位13所。
全区在学总人数为1142.12万人，其中幼儿园在校生213.99万人，小学在校生463.75万人，普通初中在校生203.46万人，普通高中在校生97.48万人，中等职业学校及技工学校在校生80.83万人，高等教育在校生86.67万人，培养研究生单位在校生2.94万人
。

### 体育
广西壮族自治区境内体育设施和教育一般。其中有民众和少数民族之间有着两种不同的情况。而在奥运会上，广西多在举重、跳水、体操、羽毛球、射箭等方面输送人才。广西比较著名的运动员有体操运动员李宁、羽毛球运动员周蜜、篮球运动员朱芳雨等。

### 电影
广西电影制片厂已经拍摄有118部电影，其中较为知名的电影有《黄土地》《血战台儿庄》《大阅兵》《百色起义》《周恩来》《长征》《一个都不能少》《我的父亲母亲》。而反映广西本地风土人情的影片有电影《刘三姐》，全球最大的山水实景演出《印象·刘三姐》。

### 电视
广西壮族自治区境内各市都有自己地方所属的电视台，其中覆盖范围较广的是广西卫视，即广西电视台卫星频道。广西电视台曾参与一些电视电影的制作拍摄，其中，2005年，广西电视台拍摄制作了《血色残阳》和《暗算》两部电视剧。2007年，由广西电视台、中央电视台、北京科学教育电影制片厂联合摄制的大型史诗电影《圆明园》获最佳科教片奖。而在2008年，广西电视台所拍摄的形象宣传片《山篇·水篇·海篇》获得美国莫比广告大赛金奖。

### 出版
广西壮族自治区出版行业有明显的出版分类分工，例如接力出版社专注于青少年的板块，而漓江出版社专注于文学文艺板块，广西人民出版社注重于与外文相关板块，广西科学技术出版社专注于“三农”、职业教育、医疗保健读物等民生板块，广西教育出版社专注于教育理论研究板块，广西美术出版社专注于美术艺术板块。广西的出版的实力在2005年时是全国第13位，而到了2007年已跃居全国第9位，比四川、云南、江西、重庆等传统出版强省（市）排名还要靠前，位居西部省（区）第一。

### 刊物
廣西較有影響力的學術刊物有：《八桂僑史》《廣西社會科學》《学术战线》等。境内分有《广西日报》等党政报纸，《南国早报》《八桂都市报》等大众报纸，以及《贺州日报》《来宾日报》等地方性报纸。

## 广西之最

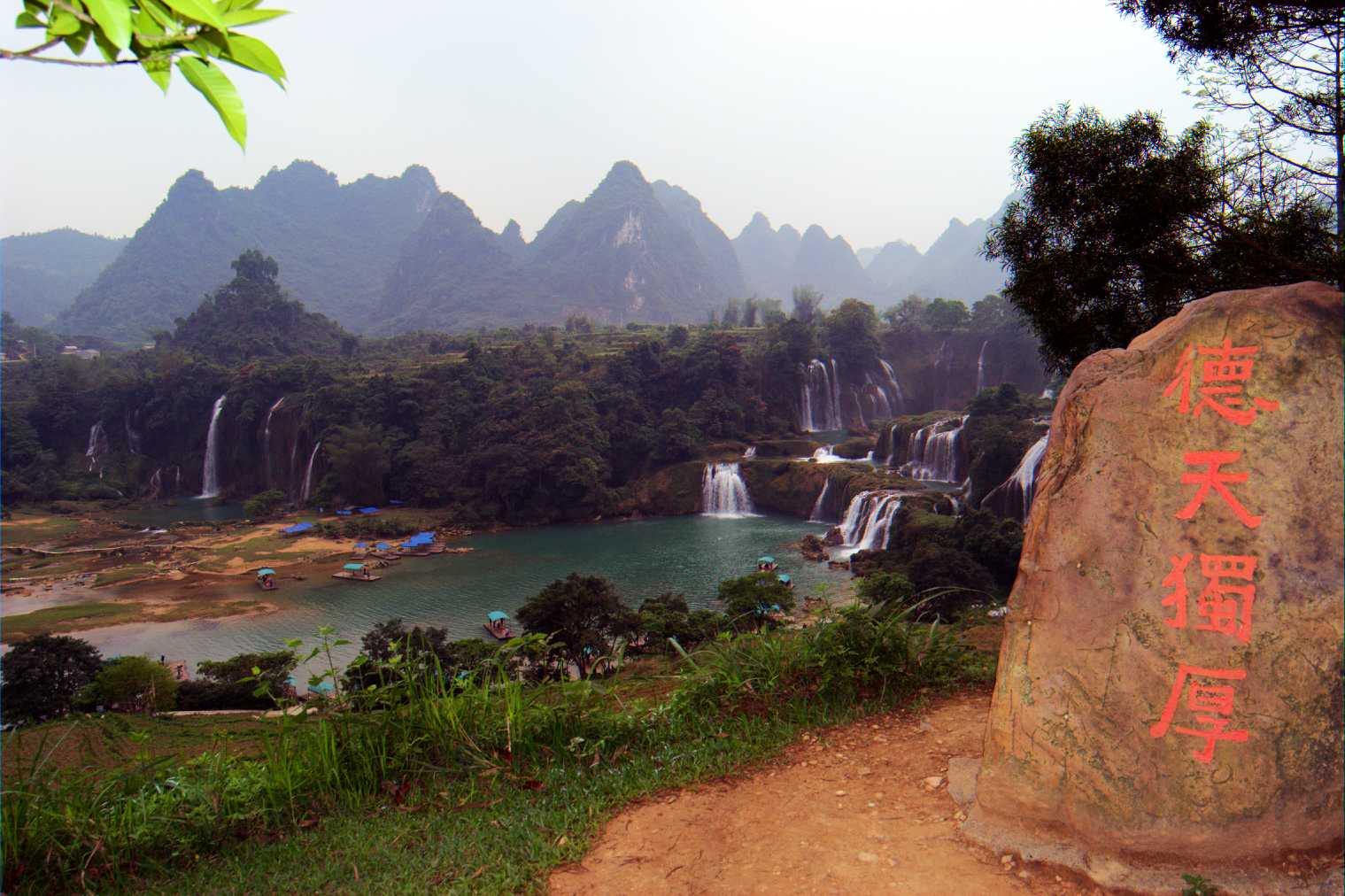
德天瀑布

- 世界最大的人工宝石加工基地，梧州的人工宝石每年生产超过136亿粒人工宝石，约占全国产量的80％，占世界产量的70％，被誉为“世界人工宝石之都”[87]。
- 中国最美的江：漓江，全长437千米，人称“百里漓江，百里画廊”。
- 中国第一滩：北海银滩，宽长平坦，沙白松软，1992年被列为国家级旅游度假区，1994年被定为中国35个王牌景点中“最美休憩地”之一。
- 亚洲最大的跨国瀑布： 德天瀑布，位于黑水河上游中越边境，瀑布宽100多米，落差40多米。
- 境内最高的山峰：猫儿山，位于兴安县，主峰海拔2,141米，为广西最高峰，也是华南群峰之冠。
- 最完整的泥盆纪石炭纪界线剖面：桂林南边村的泥盆纪石炭纪界线剖面，该界线剖面是世界上迄今为止，唯一能完整、连续地显示泥盆纪与石炭纪之间主要脊椎动物门类进化序列的地层剖面。被列为全球泥盆纪——石炭纪界线候选层型（相当于世界标准剖面）。
- 中国长寿之乡： 巴马瑶族自治县，现健在的百岁以上老人有80多人，1991年在东京第13次国际自然医学会上被列为世界第5个长寿之乡。
- 有色金属之乡：广西有色金属中锰矿保有储量和产量居全国第一，铟矿储量约占世界探明铟储量的2/3，磷钇矿、铪、银、独居石、镉、氧化钪、锑、锡等储有量与产量均居全国前列。
- 中国荔枝之乡：灵山县，1996年灵山县被中国特产之乡命名宣传活动组委会授予“中国荔枝之乡”称号。
- 中国最稀有的猴类： 黑、白叶猴   广西境内特有的灵长类新种，总数估计仅有600只，是世界上最稀有的猴类。
- 壮族最盛大的聚会：三月三歌圩，农历“三月三”是壮族最盛大的传统歌节，对歌是壮族的民间传统娱乐活动和男女青年的社交活动。1999年，举办的国际民歌节让这个传统节日跨出中国，推向世界。
- 世界珍珠之王：合浦珍珠（南珠）有“西（欧洲）珠不如东（日本）珠，东珠不如南珠”之说。历代被视为国宝，合浦珍珠在欧洲占有40％的市场份额。
- 最大的山水实景剧场：印象·刘三姐 ，剧场为方圆两千米的桂林阳朔书童山段漓江水域，十二座背景山峰，广袤无际的天穹，180度全景视觉[88]。

廣西最早的地方志一東漢楊孚主編的<異物志>，是第一部包括兩廣風土人物，山川風貌內容的地方志

## 对外交流

### 领事馆

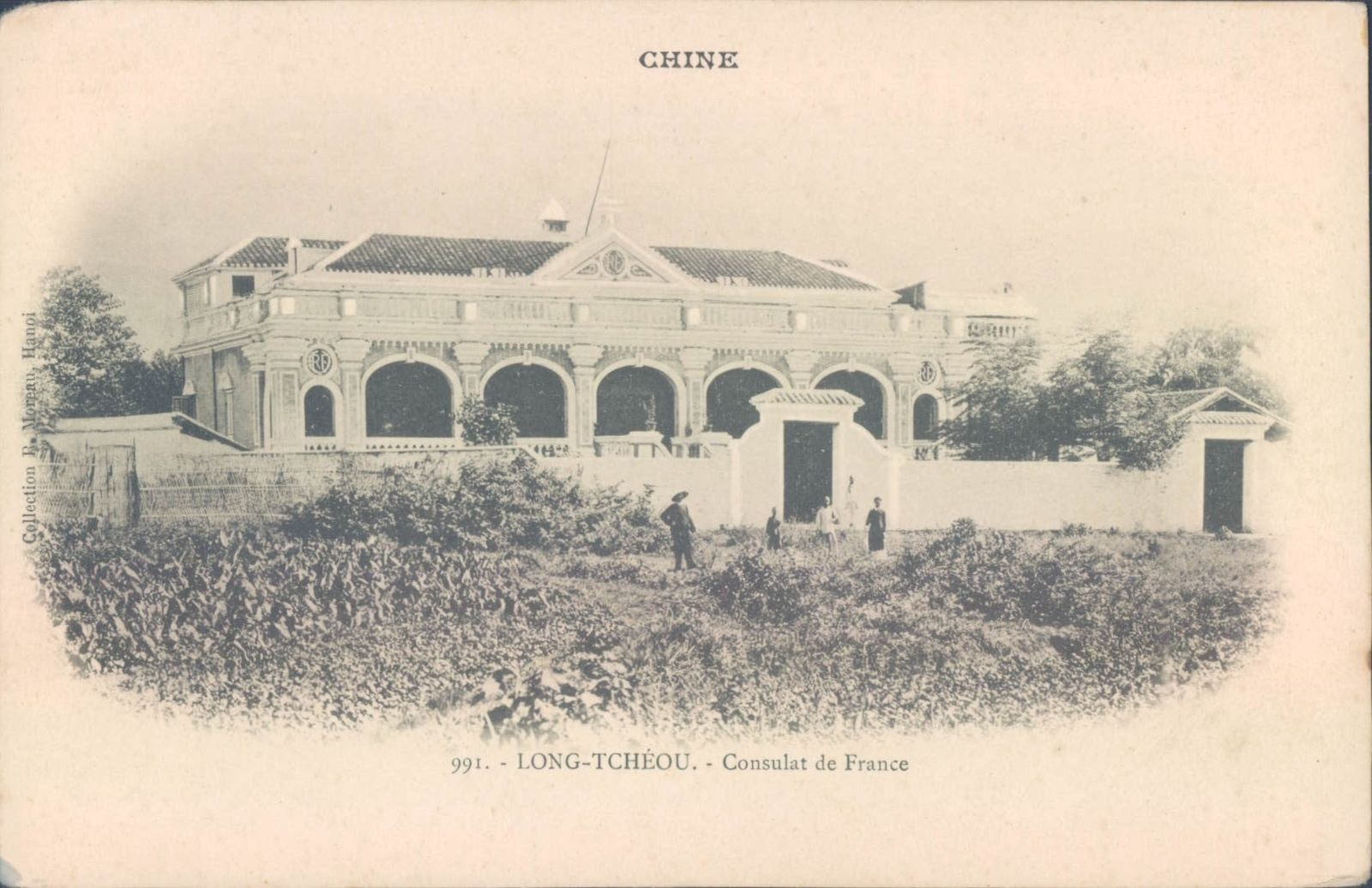
原法国驻龙州领事馆

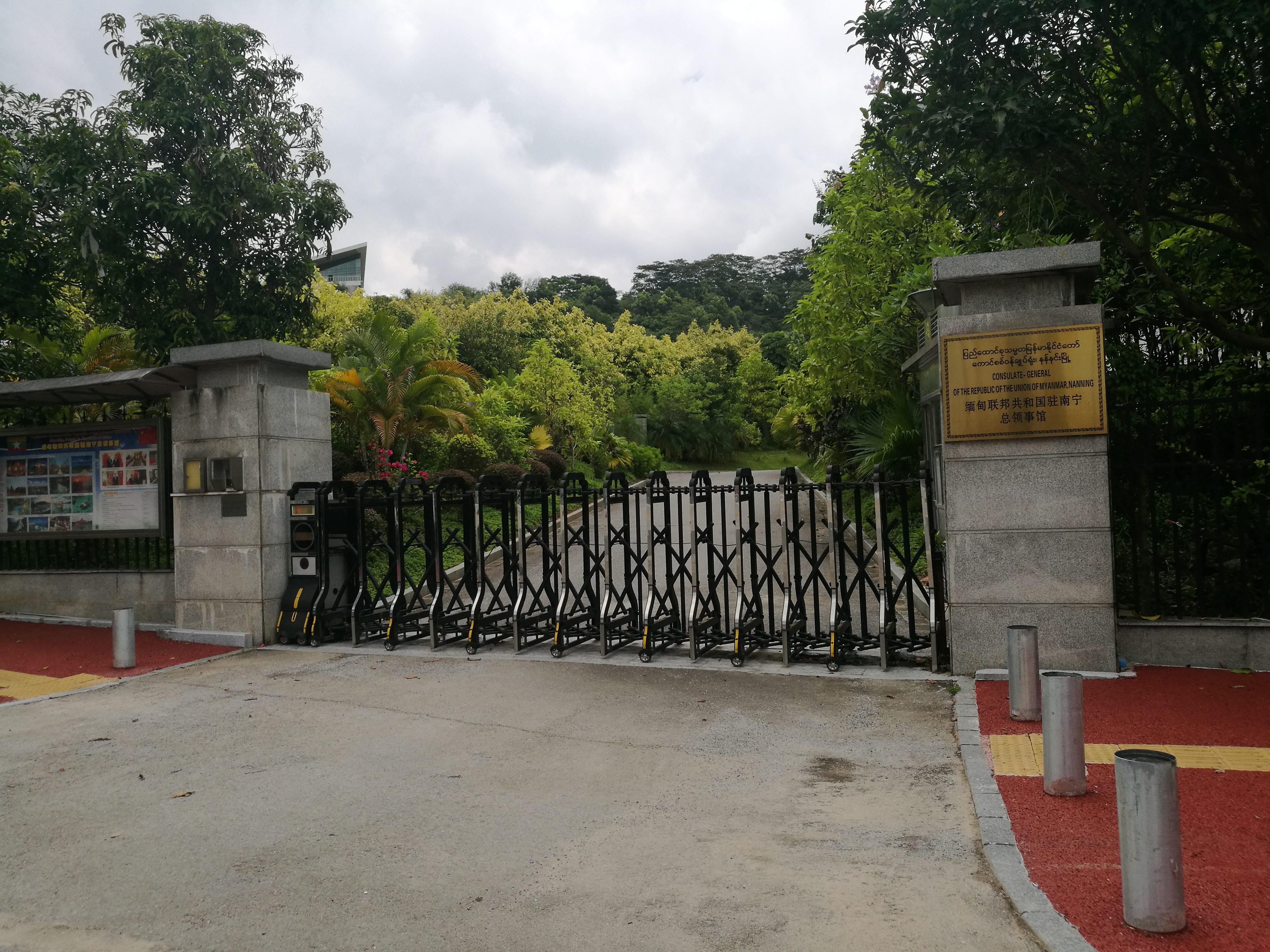
缅甸驻南宁领事馆大门

广西地处边陲，为中国对外交往特别是通向东南亚各国的必经之地。英国、德意志帝国、美国、法国、奥匈帝国、葡萄牙、義大利、比利时等国曾于清朝末年至1949年以前在广西的北海、桂林、梧州等地设置领事馆，中华人民共和国成立后关闭，1955年3月19日，越南民主共和国在南宁设立领事馆，1964年4月6日升格為總領事館，不過之後隨著中越关系的恶化，越南驻南宁总领事馆也于1978年6月16日被关闭，2004年5月2日复馆。广西壮族自治区现有6座总领事馆，均位于首府南宁市。

### 友好城市
截至2022年12月31日广西及下属地、縣級行政区已经分别正式与126座城市（省、州）互相结为友好城市。

## 延伸阅读
[在维基数据编辑]
 《欽定古今圖書集成·方輿彙編·職方典·廣西總部》，出自陈梦雷《古今圖書集成》